# ユーロマイダンのタイムライン

ウクライナのリボン。リボンは非暴力抗議の一般的な象徴

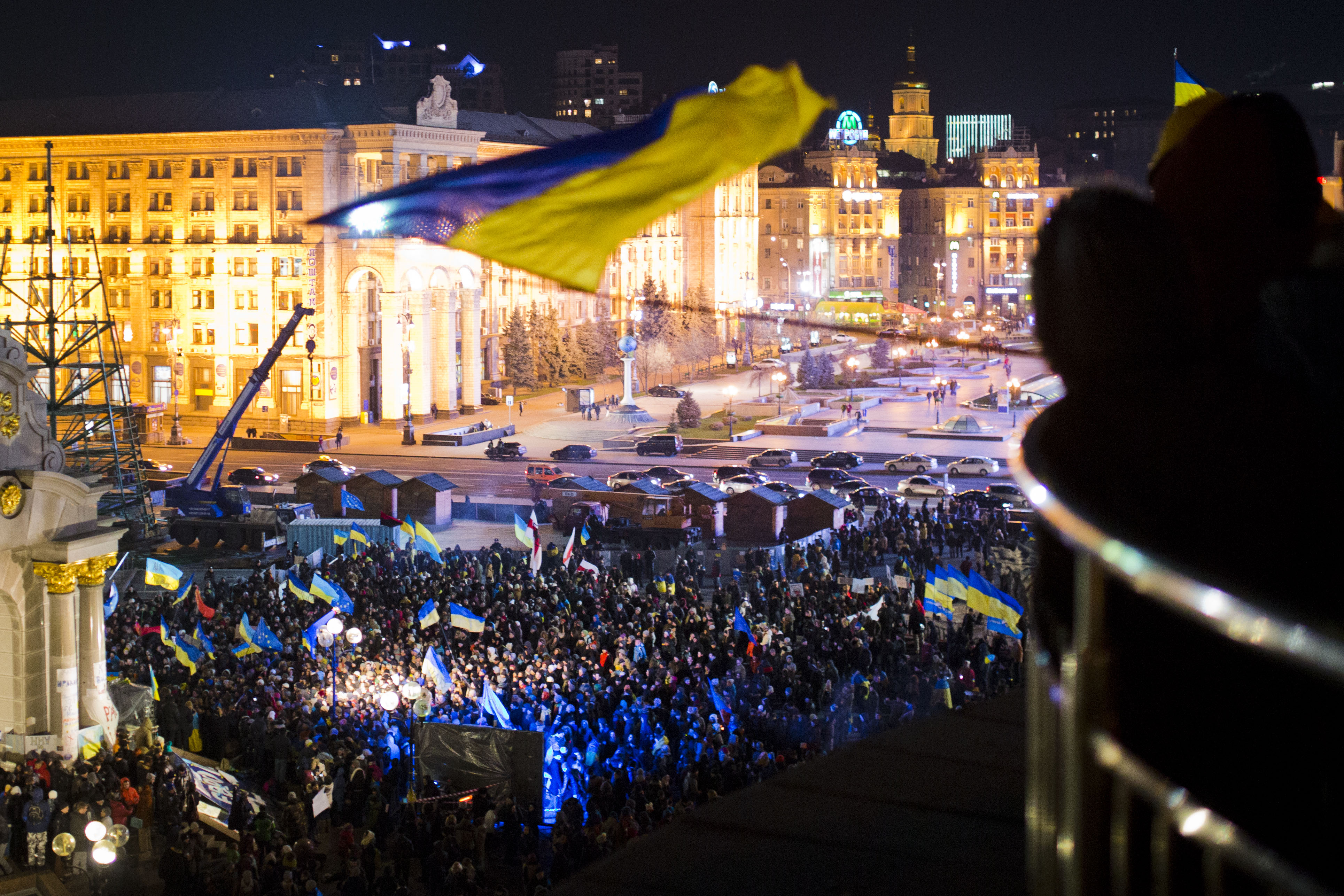
キーウでの親EU派集会。 2013年11月27日

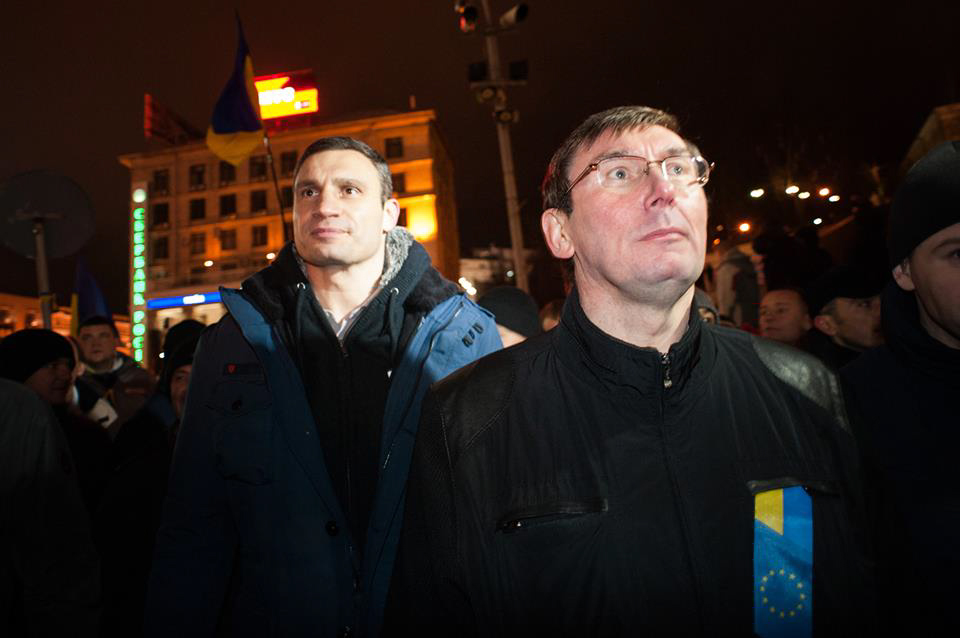
野党指導者のヴィタリ・クリチコとユーリー・ルツェンコが欧州広場でデモ活動者達と共に並ぶ

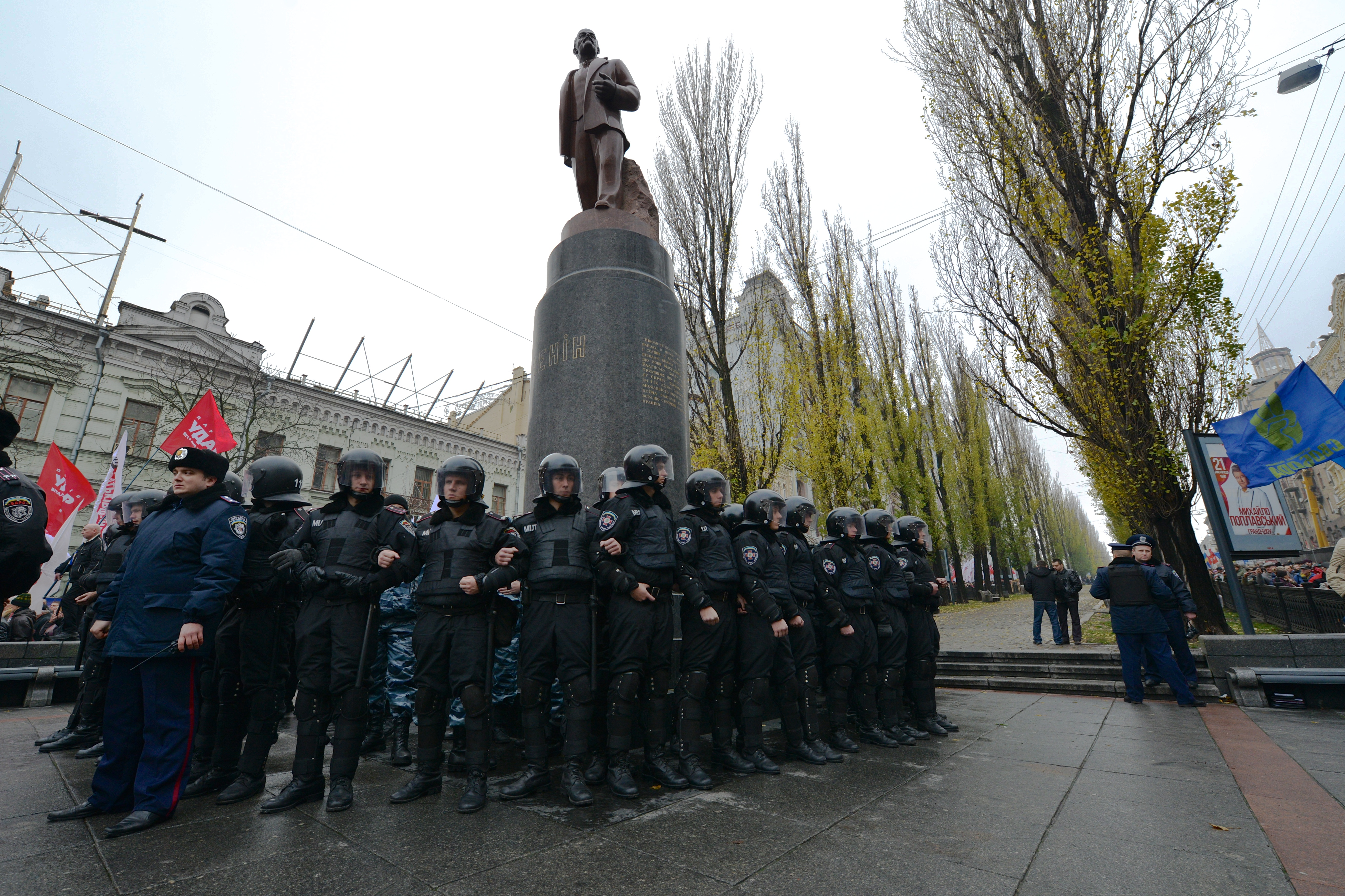
共産党指導者ウラジーミル・レーニンの像を守るベルクトの警戒非常線。11月24日

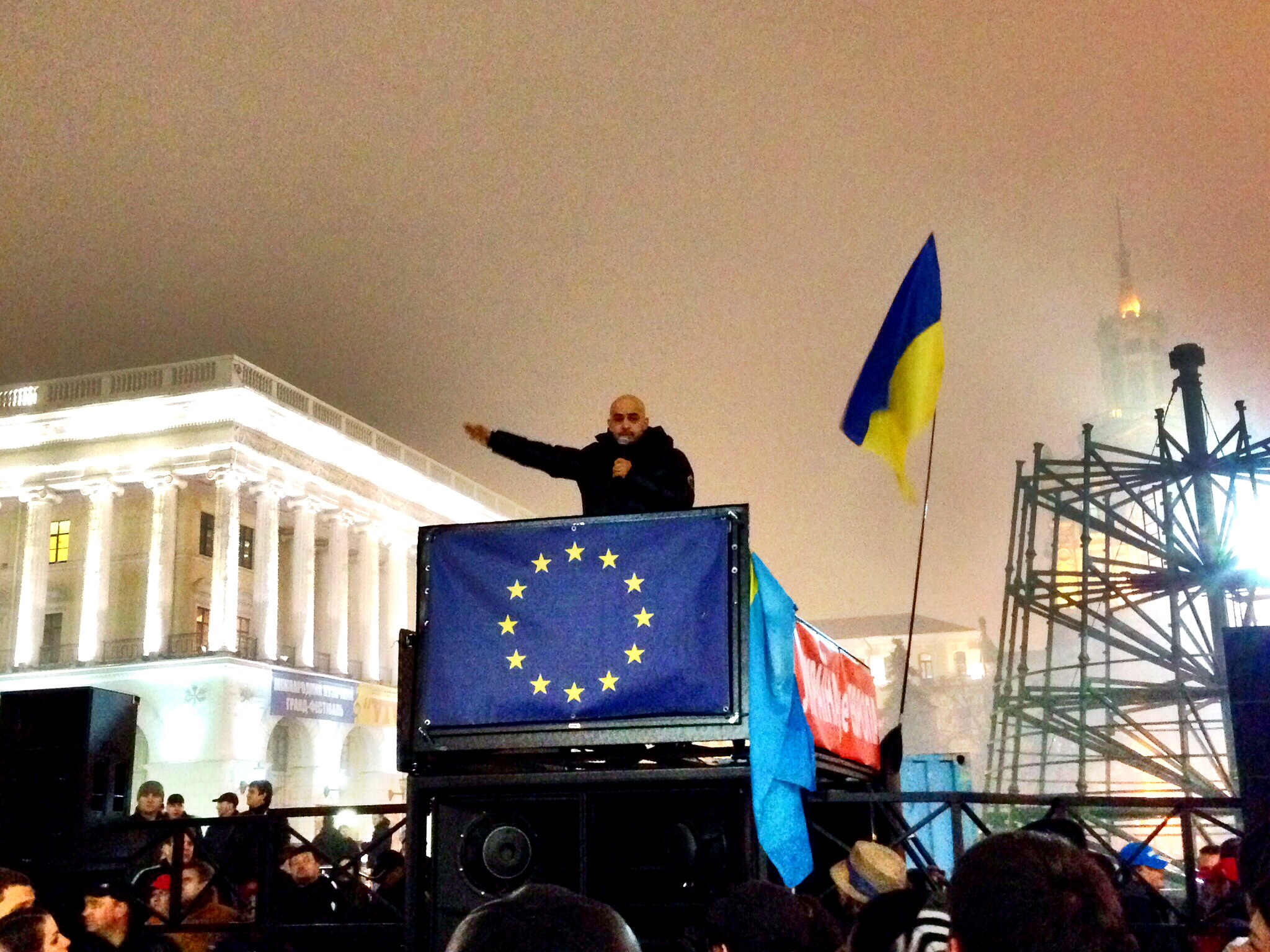
ユーロマイダンでのムスタファ・ナイム。2013年11月23日

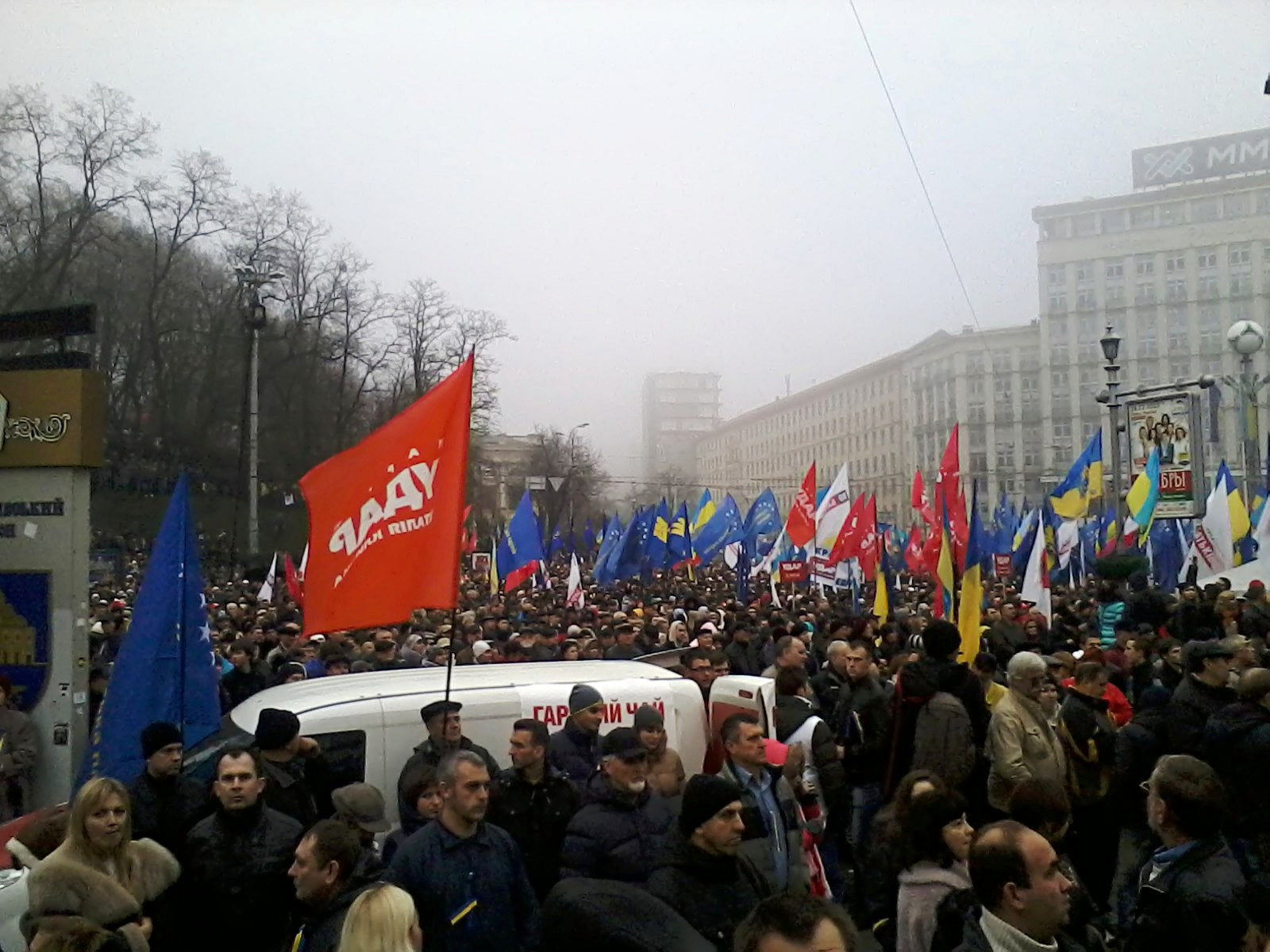
キエフでの抗議活動。2013年11月24日

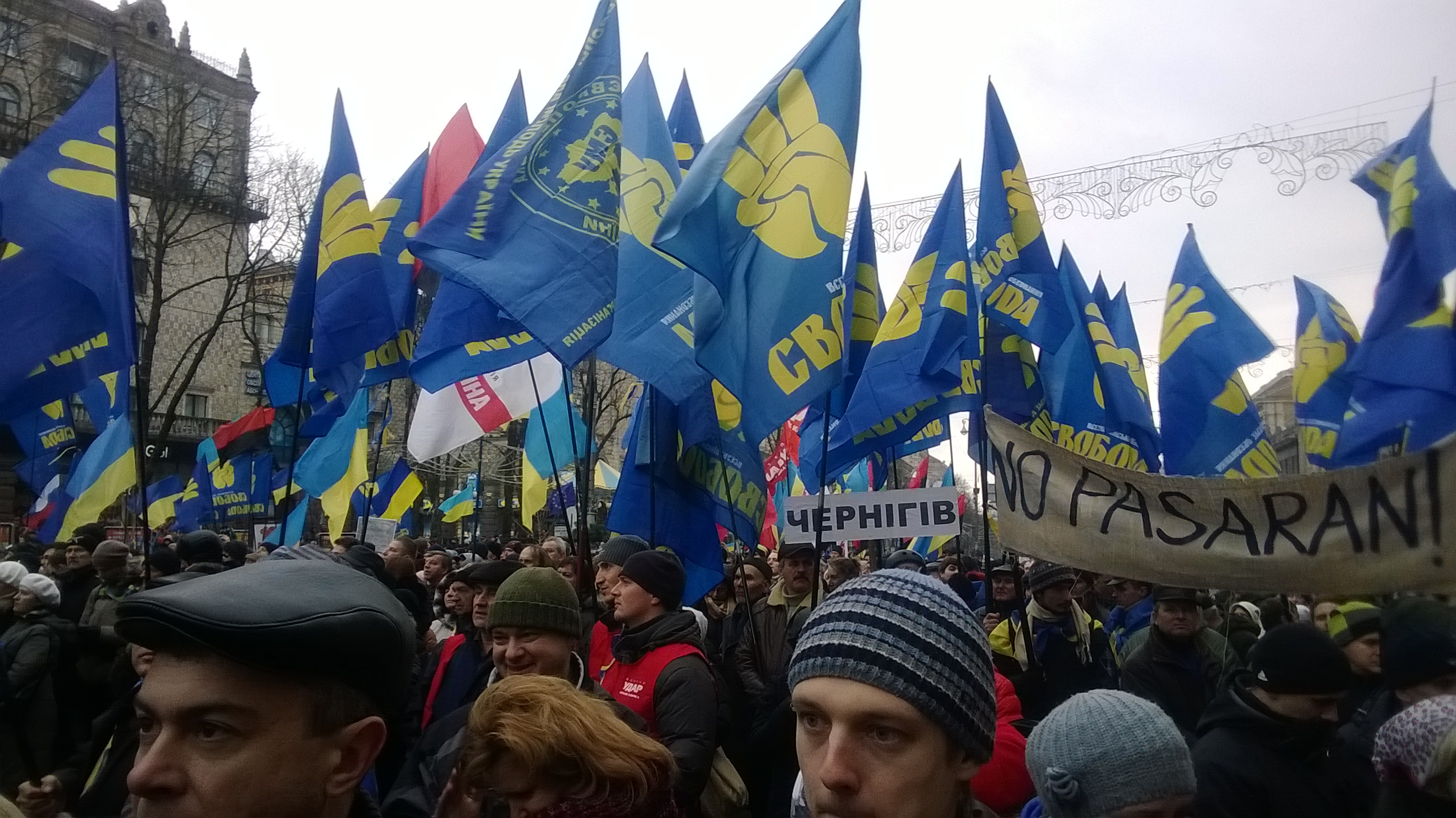
キエフでの親EU派抗議活動。2013年12月1日

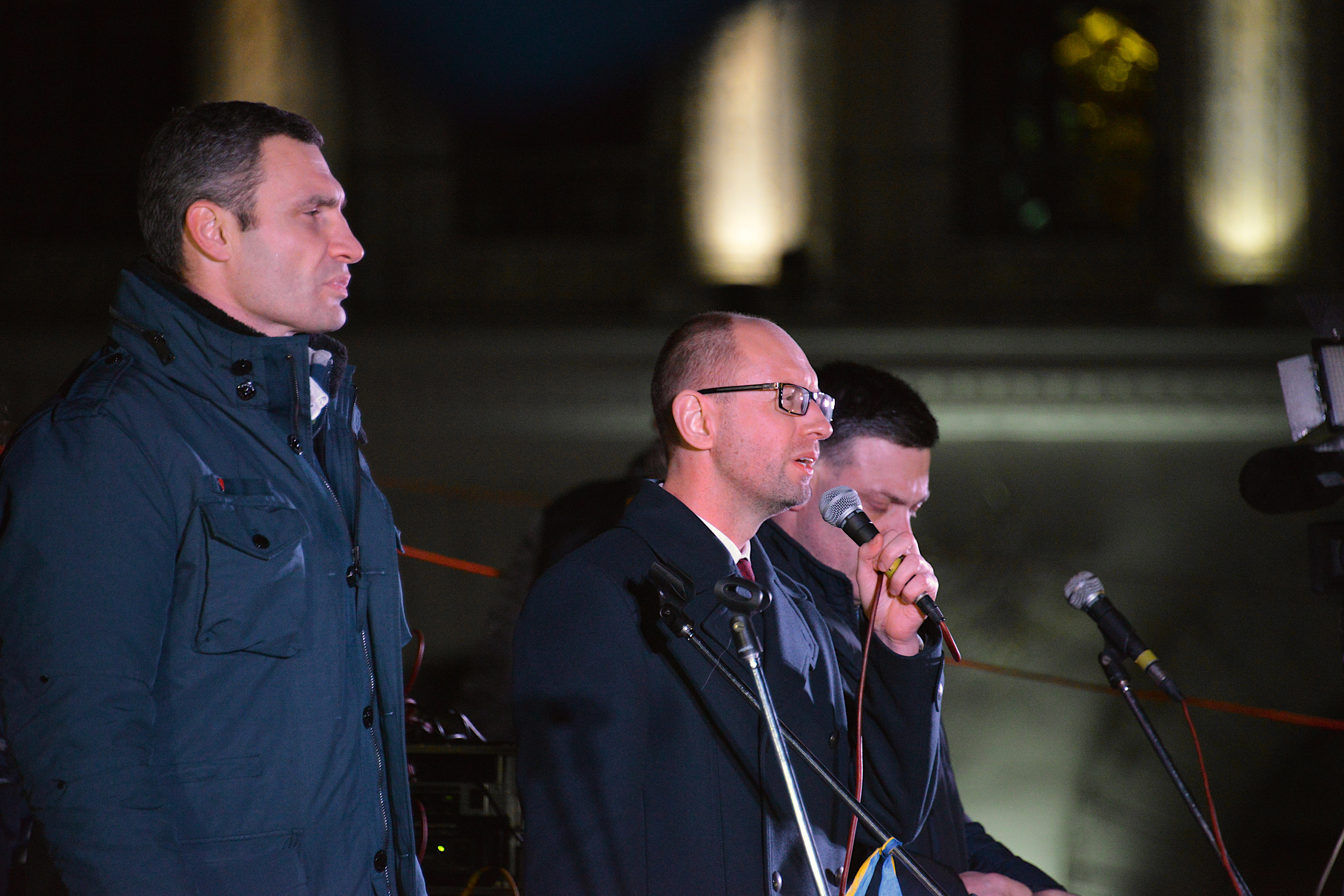
マイダンでの野党指導者3人

ユーロマイダンのタイムライン では、ウクライナで2013年11月21日の夜に始まったユーロマイダン（ウクライナ語:Євромайдан, Yevromaidan）のデモ活動および市民暴動の推移を、時系列に沿って説明する。
緊密な欧州統合を求める大規模な民衆抗議活動のうねりはその後数ヶ月にわたって進展し、アザロフ政権の辞任とヤヌコビッチ大統領の追放で頂点を迎えた。2014年1月25日までに、ウクライナにおける広範な腐敗政治、権力濫用、人権侵害が認知されてこの抗議活動は勢いを増した。

## 2013年11月21-29日
ユーロマイダンが始まったのは2013年11月21日の夜、最大2000人の抗議者が独立広場に集まった時で、ソーシャルネットワークの助けを借りて組織化が始まった。2013年11月21日にEU連合協定の調印を保留するウクライナ政府の布告を聞いた後、野党の全ウクライナ連合「祖国」党首アルセニー・ヤツェニュクは、Twitterを経由して独立広場での抗議（彼がそれに#Euromaidanとの異名をつけた）を呼びかけた。Korrespondent.net上では、ユーリ・アンドリーヴのブログがその日22:30に独立広場に集まるよう人々に嘆願していた。
約2000人が11月22日の晩に独立広場に集まって、ウクライナのEU加入統合プロセスを停止するというウクライナ政府の決定に抗議した。その翌日、野党および親EU政党がこの抗議行動を主導した。
11月24日に大規模な集会が行われ、5万-20万人にも及ぶ人々がキーウの独立広場に集まった。ウクライナとEUの旗を掲げた親EUデモ参加者は「ウクライナは欧州だ」と唱え、集会のため広場に向かって行進する際には国歌を口ずさんだ。これは2004年のオレンジ革命以降で最大の抗議であろうと報道各社が伝えた。抗議者の少数集団が政府庁舎の襲撃を試みたので、警察は催涙ガスを使用して彼らを追い払った。抗議側もまた催涙ガスや一部で爆竹を使用した（警察によると、彼らが最初に使用した）。検察庁によると、11月24日から12月13日にかけて警官200人と学生18人を含む400人以上が負傷した。
11月25日、投獄された元首相のユーリヤ・ティモシェンコは「ヤヌコビッチ大統領が深化した包括的自由貿易協定(DCFTA)への署名を渋っている」ことに抗議してハンガーストライキを開始した。
11月26日にアザロフ首相が語った「連合協定に関する交渉プロセスが継続していることを私は全権を以て断言し、我が国をヨーロッパ規格に近づける作業の動きは1日も止まっていない」との声明は、その声明が発せられた閣僚会議中に政府庁舎を封鎖した抗議者らを鎮静化させるには至らなかった。同日、キーウは約2000人の学生が集まった独立広場に暖房テントを設置した。キーウ・ポスト紙によれば、これは「仮に今週EUとの連合協定に署名しない場合、政府に辞任を要求するケースが多いだろうデモ参加者の同志だと自分達を見せかけるウクライナ当局の企み」 の一環とされた。同日、抗議者のソーシャルメディアのアカウントがハッキングされ、まとめニュースや解説の代わりに不穏当なメッセージが投稿されたことが報じられた。

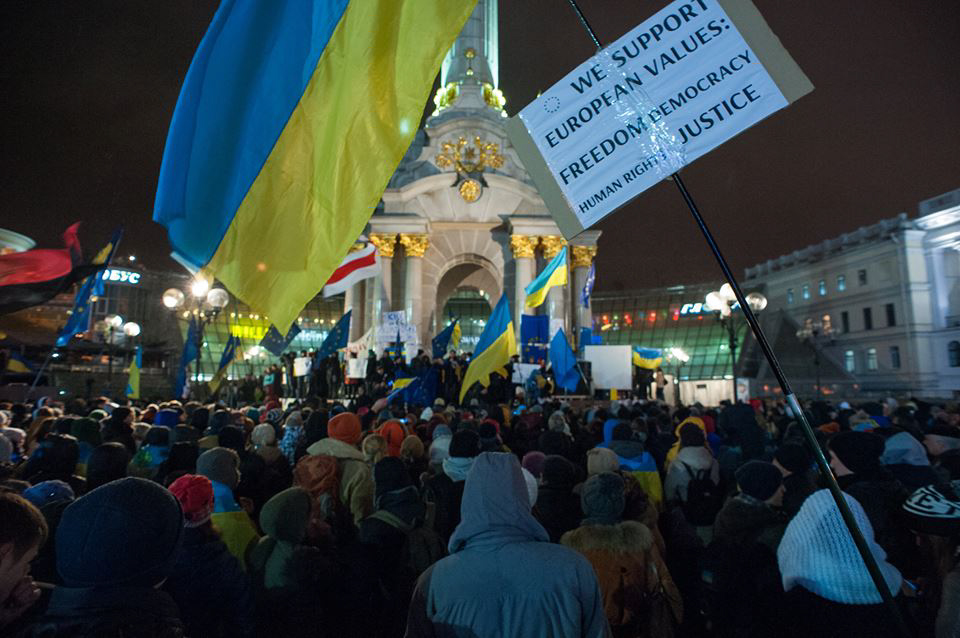
数千人に及ぶウクライナ人が欧州統合への支持を表明し続け、ビリニュスにてEUとの連合署名を拒否するウクライナ政府の決定に抗議している様子。2013年11月27日、キエフ市

11月26日と27日、リトアニア国会議長のロレタ・グラウジニエンとポーランド共和国下院議員のマルシン・シフィッチキが独立広場で抗議者たちに話しかけた。ルスラナに似た音楽奏者が独立広場のデモ参加者に向けて演奏をした。11月27日、ハリコフ工科大学の職員が授業の出席状況をチェックしてキーウでの親EU集会に出席する不登校生徒を追放すると迫ったことが報じられた。他の大学では事務局側が学生に向けて、親EUの抗議活動への参加、SNSへの政治解説投稿、ウクライナ-EUのリボン着用などを禁止した。ユーロニュースによれば、キーウの抗議者の数は1万人でその多くは学生だった。

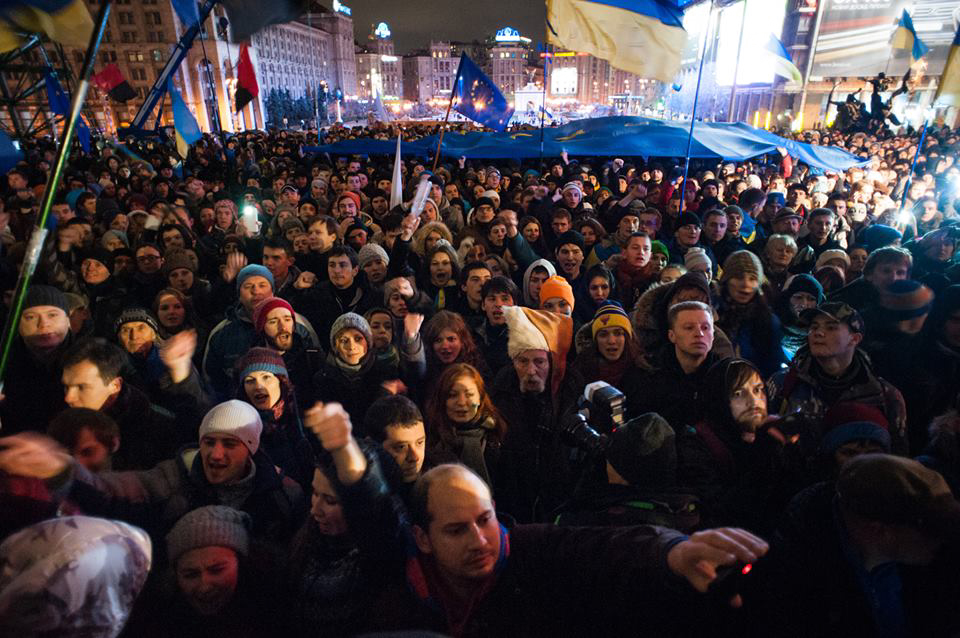
親EUの抗議者達で溢れかえった独立広場。2013年11月27日

11月28日正午（抗議8日目）には、約3000人が独立広場に集まった。政党のシンボルは無しでウクライナ国旗と欧州連合の旗のみが掲げられた。夕方までに群衆は4000人に増え、ウクライナの人気アーティストが再び楽しませた。
11月29日、ウクライナがビリニュスでの東方パートナーシップ首脳会議で連合協定に署名しなかったことが明らかになった。キーウの抗議者数は1万人に膨らんだ。リヴィウでは、抗議者数が約2万人だった。と同じように、リヴィウの抗議者たちは手をつないで人間の鎖を形成し、ウクライナとEUを象徴的に結びつけるものとした（主催者は、約100人がウクライナ-ポーランド間国境を越えてこの鎖をEUまで伸ばすことまでやったと主張している）。ユーロニュースは、キーウにいる抗議者達がこの集会を続けるべきだと考えていて第二次アザロフ政権とヤヌコビッチ大統領の辞任を要求した、と報じた。

## 11月30日、抗議者への攻撃

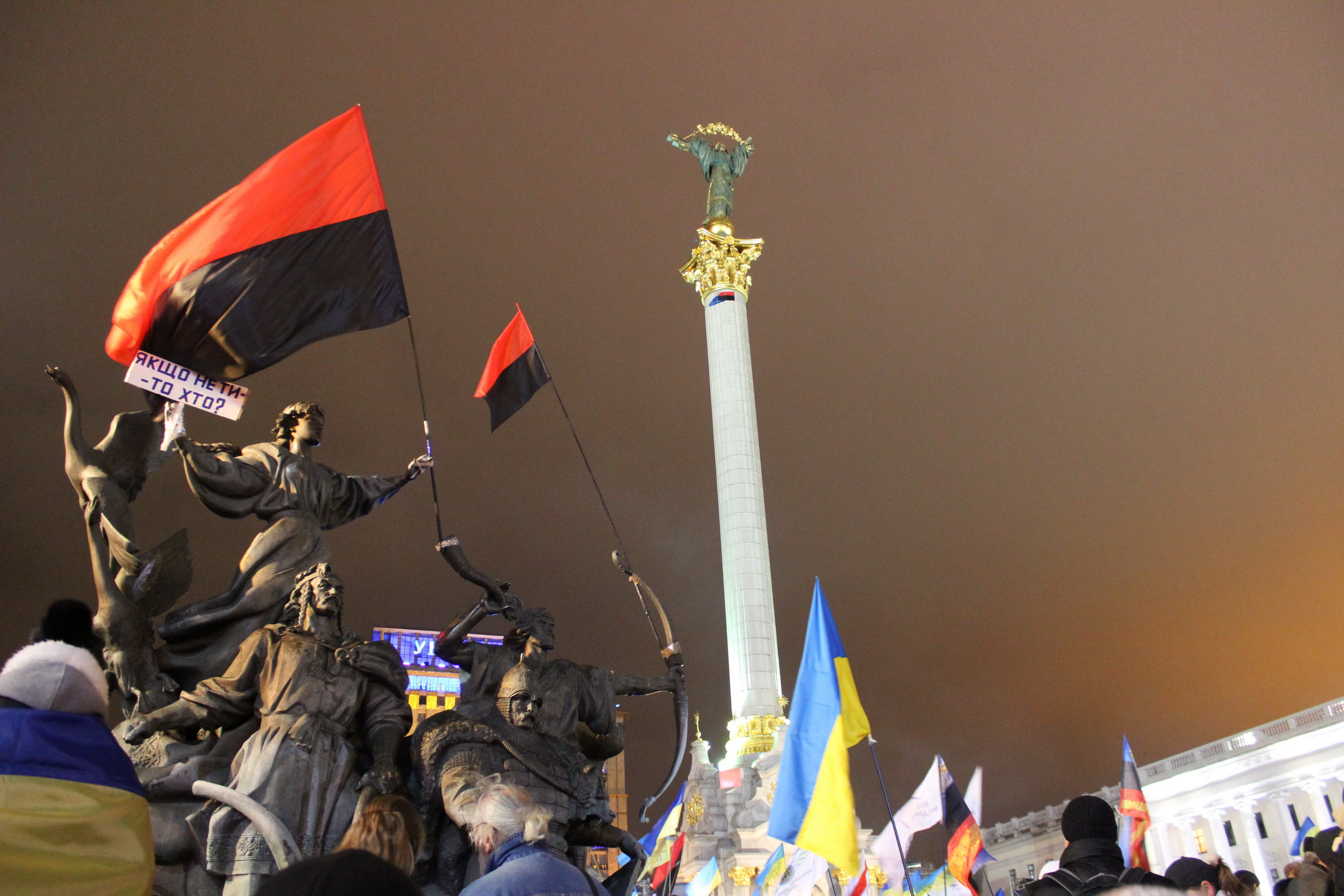
攻撃前夜の独立広場。11月29日

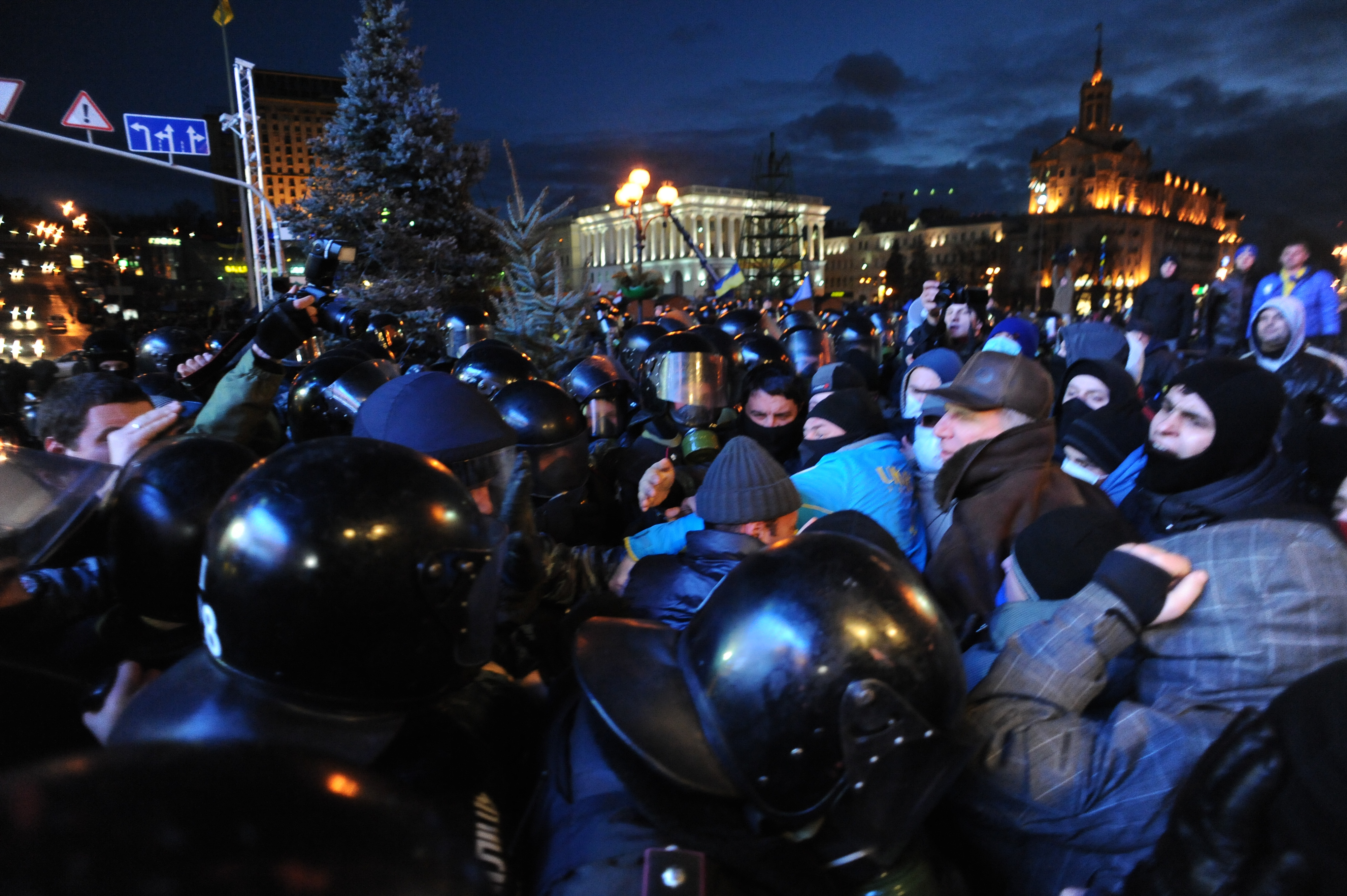
ベルクトが抗議者を攻撃。11月30日の夜

11月30日の夜4時に、警棒、スタングレネード、催涙ガスで武装したベルクト特殊部隊が攻撃を仕掛けて抗議者全員を独立広場から追い払い、携帯電話の通信を制限した。ベルクトが非武装の人々を数百mにわたって追いかけて警棒や足で彼らを叩いている際、警察は抗議者だけでなく独立広場周辺にいる他の民間人も攻撃した。当初、民兵襲撃の結果としてロイターのカメラマンを含む35人が負傷した。他の抗議者は拘留され、その大半が学生だった。9時20分にベルクトが聖ムィハイール黄金ドーム修道院を包囲すると、負傷者を含む約50人のユーロマイダン活動家はそこが侵略されざる場所（聖域）だと気付いた。警察の広報官は、抗議者達がクリスマスや年末年始のために広場を飾る準備を妨害しており、彼らの投石や木材放火を咎めたものだ、と警察の襲撃を正当化した。内務大臣のビタリー・ザハルチェンコは後に「機動隊がその権力を濫用した」と主張して謝罪し、徹底的な調査を約束した。国営テレビを通じて、彼は「大人数の騒乱に関する連絡があれば、我々はこれに厳しく対処する」と付け加えた。
公式声明の中で、ウクライナの検察総長は79人（うち学生6人、記者4人、外国人2人）がこの襲撃中に負傷して、10人が入院したことを認めた。このほか、警察官7人も負傷した。
独立広場はベルクト隊による監視が続けられていたので、同日13時までに、聖ムィハイール修道院近くの聖ムィハイール広場で別の自発的な集会が開かれた。欧州連合約10か国の大使、特にウクライナ駐在EU大使のヤン・トンビンスキーが、抗議者達を歴訪会談した。ウクライナのネット放送局 (Hromadske.TV) によると、16:00までに「許さないぞ」「革命」と叫んでいた約5,000人がこの会談で集まった。聖ムィハイール広場で抗議者達は自衛部隊を形成し始めた。30日の晩には約1万人の抗議者が残っており、土曜日の夜にあと1万人がリヴィウからキーウにやってくると推定された。
11月30日、野党の祖国党、UDAR、自由党は、ウクライナ全土の「ナショナル・レジスタンス本部(Headquarters of National Resistance)」を設置した。

## 12月1日、ユーロマイダン暴動

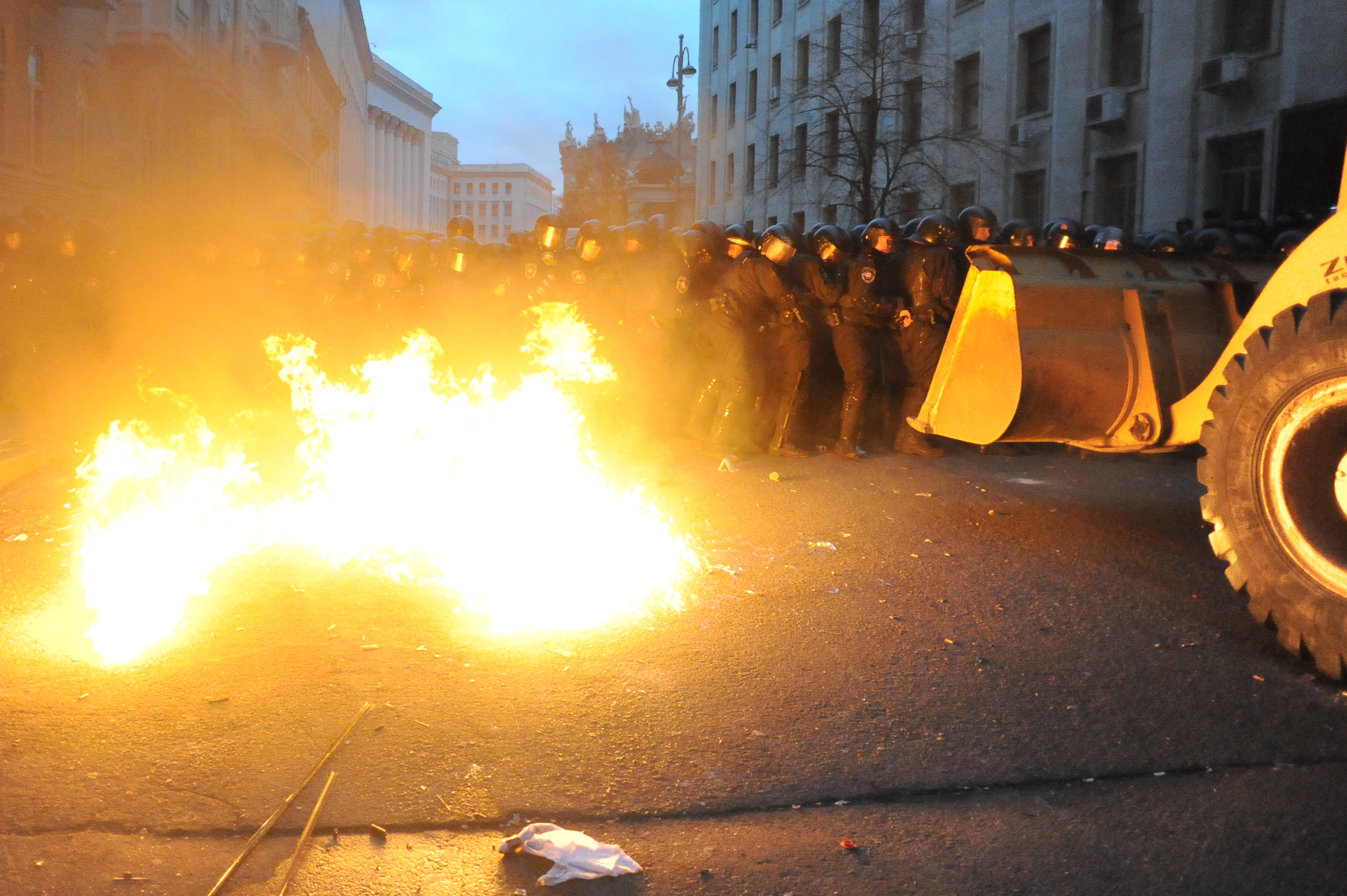
街頭でのトラクター襲撃

昨晩行われたユーロマイダンの平和的な抗議者および報道記者に対する暴力的な警察の取り締まりへの報復として、12月1日にキーウ繁華街の幾つかの場所で一連の暴動が発生した。1991年のウクライナ独立以降で、この日は単一事件で警察により負傷した報道記者の数が最多となった。また、12月1日は同国の現代史において、初めて公共の建物が抗議者達に占拠された最初の例となった。

## 12月2-7日

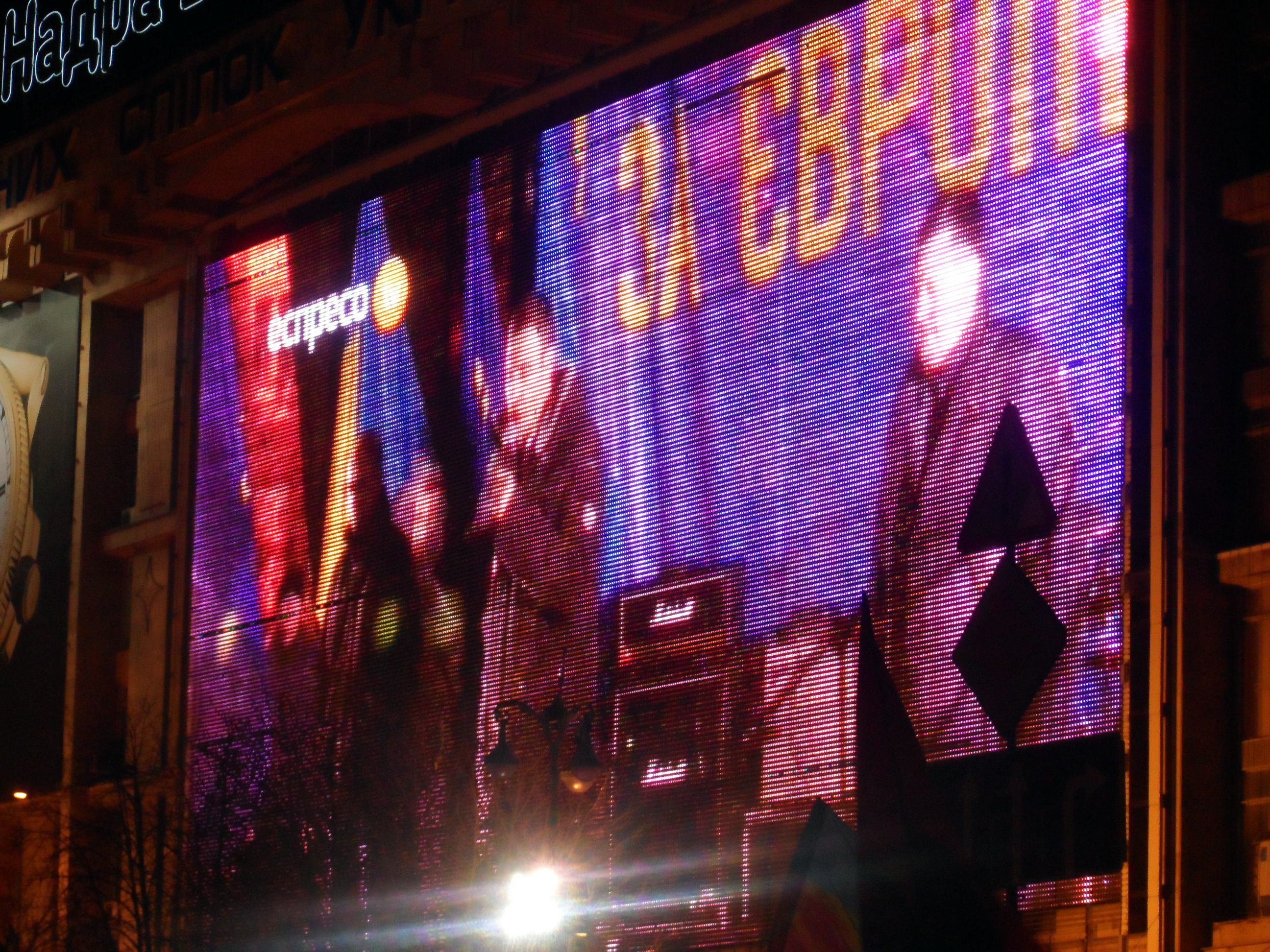
ビタリ・クリチコがキーウの独立広場にいる群衆に呼び掛けている様子、が生中継で広場の大画面に映ったところ。12月3日

暴動の翌日、平和的な抗議行動が続いてキーウの独立広場を参加者数万人が占拠し、数千人が中央政府庁舎を封鎖した。BBC特派員によれば「彼らはほぼある種の軍事キャンプを設立し、デモ会場周辺に非常に印象的なバリケードを築いた」 という。ニューヨーク・タイムズ紙はこの広場を「奇妙なお祭り騒ぎ」と説明して「抗議の指導者達は勢いが自分達の優勢に傾いたことを感じ取り、その活動でインフラを追加し続けてテレビモニターを持ち込んだり小さなテント村を立ち上げている」と付け加えた。
他の地域では、リヴィウ、テルノーピリ、イヴァーノ＝フランキーウシク州がこの運動と連帯してゼネストを発表した。内務省により1000人の国内軍（国家警備隊）がキーウの主要な政府庁舎周辺に配備された。独立国家と自治に関する議会の委員会がアザロフ首相の第二次政権に不信任投票を勧告し、12月3日にそうした投票への道を開いた。キーウ市議会の建物は抗議者達に占拠されたままだった。キーウ市議会の勤務者は入室と勤務を依然として許可されていた。
12月3日、不信任投票で議員186名がこの動議を支持するも地域党を除いた全議員が投票を棄権し、少なくとも可決には226票が必要だったため、アザロフ政権は生き延びた。しかしながら、この投票を支持しなかったウクライナ共産党は12月4日、政府の経済施策を根拠に彼ら自身の不信任案を提出すると述べた。仮に12月3日の動議を支持した議員186名が12月4日の不信任動議の支持に回る場合（彼らはそのつもりだと語っているが）、12月4日の動議は226票以上となって可決する見込みとなった。議会へのスピーチで、アザロフはキーウ市行政府を占拠している抗議者に対して、君達を排除するため武力を行使することもありうると警告した。12月3日の朝、ユーロニュースはキーウの状況を「現時点では穏やかであるが、緊張は高いままである」と述べた。機動隊との衝突は議会の外で起こった。午後、膠着状態のなか数千人の抗議者が独立広場に集結し、野党の指導者が情熱的なスピーチを行った。スピーチの後、群衆が大統領官邸に移動した。内務省によると、12月3日の夕方にデモ参加者1万人以上が独立広場に集結した。また、事件が記録されていないことにも言及した。デモ参加者達は、同広場に約10の軍用テントを張るようになり、そしてフレシチャーティクにも約10のテントを張り、またウクライナの芸能人達がデモ参加者を楽しませた。インテルファクス通信=ウクライナ支部は、野党党首のアルセニー・ヤツェニュク、オレーフ・チャフニボーク、ビタリ・クリチコが同晩に海外の大使と会談したことを伝えた。その翌日、彼らはキーウでドイツ外相のギド・ヴェスターヴェレと会談（独立広場の散策含む）した。

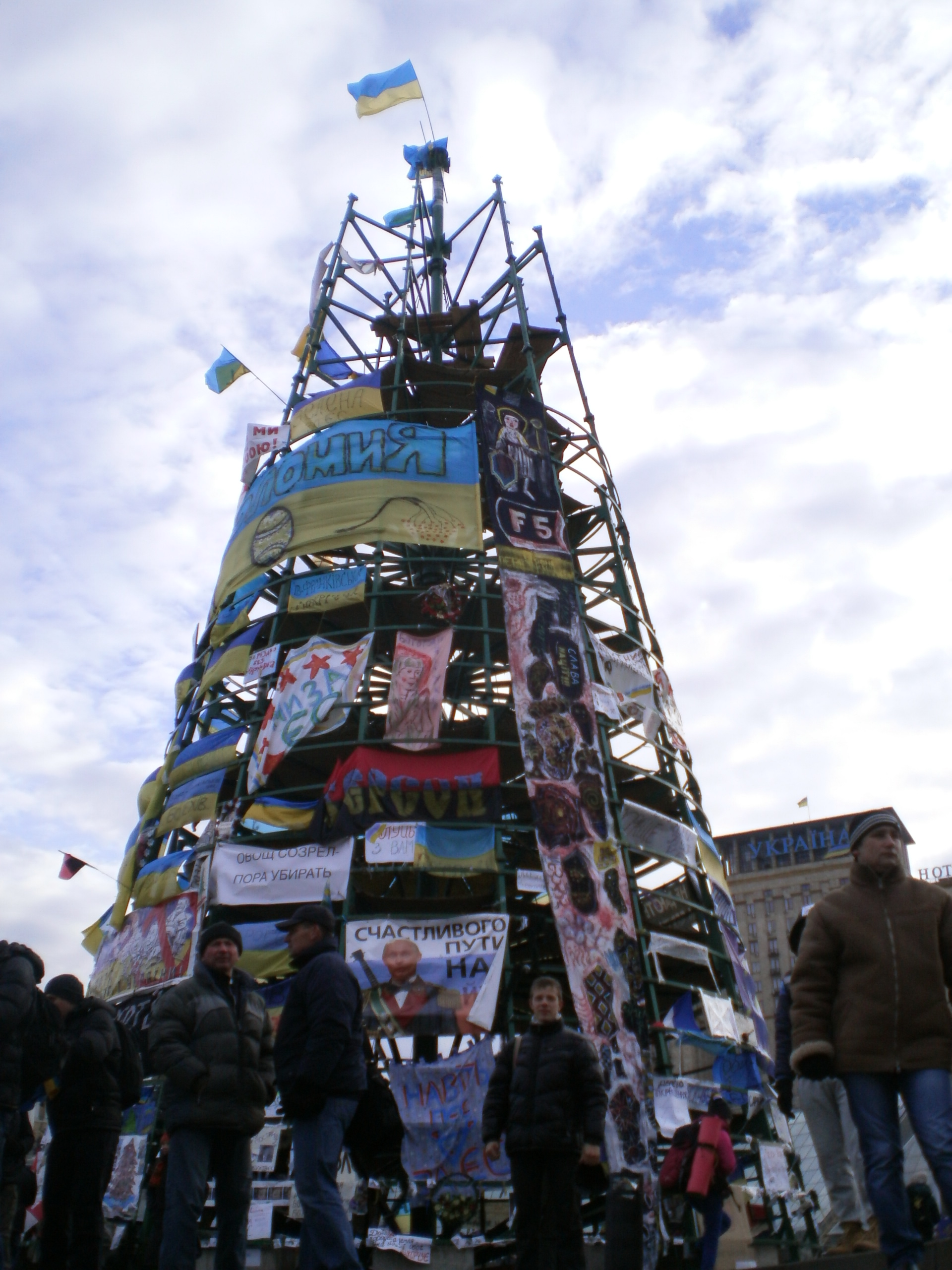
抗議者達が看板や旗の飾りつけでマイダンのクリスマスツリーを築き上げているところ。

12月5日、数千人のデモ参加者が独立広場で集会を続ける抗議行動が続いた。インテルファクスの特派員は「広場の状況は穏やか」で木製のバリケードが通りに幾つか設置されたと報じた。インテルファクス=ウクライナの特派員は、警察のバスがヴェルホーヴナ・ラーダ（国会議事堂）に通じる幾つかの通りを封鎖し、約150人の「自由党旗とウクライナ民族主義の赤と黒模様の旗を振る者達のうねり」がウクライナ閣僚の庁舎の中央入口正面で決起していたと報じた。一方、数百人の地域党支持者とヤヌコビッチ大統領はマリインスキー公園（議事堂中央入口の正面）の広場に金属フェンスで囲まれた陣営を張った。 キエフでのOSCE安全保障会議は予定どおり進行した。
著名な報道記者でマス情報研究所の元所長だったビクトリア・シュマルは、12月6日にウクライナ国家安全保障・国防会議の書記（長）アンドリー・クリューイェフがテレビ管理者と面談してユーロマイダンの報道を制限するよう要請したことを報告した。これは、アザロフ首相の国内メディアの批判的な声明と並行して行われたもので、彼が言うには政府支持派集会への報道が不足しているのは「報道に不相応な偏向」で「どこも1視点だけによるものが支配的で、民主主義から離れた現実の歪曲がある」とのことだった
。同日、OSCE内にある民主主義人権局のヤネス・レナルチッチ局長は、政府庁舎の封鎖を抗議者は解除せよという政府側の要求が「合法的」で「集会の自由上で許容される制限と完全に一致している」と主張した。ただし、彼はキーウ中心部でのデモに対する11月30日の裁判所禁止令を「デモ行為、言い換えれば平和的な集会、に対する全面的禁止は不適正であり、ウクライナによるOSCE協約の違反である」とも述べた。12月6日、収監されていた元ウクライナ首相ユーリヤ・ティモシェンコは「DCFTA署名へのヤヌコビッチ大統領の抵抗」に抗議して11月25日より始めていたハンストを終了した。同日、警察および裁判所の命令により、ヤヌコビッチ大統領の私邸メスィヒリャーで計画されていた抗議が阻止された。
12月6日、ヤヌコビッチ大統領とロシアのウラジーミル・プーチン大統領の間で予定外の会談がロシア南部の都市ソチで開催された。ウクライナ外相のレオニード・コザラは、ソチで調印された共同合意は主に宇宙、航空機建設、工学分野だと述べた。アザロフ首相はこの事案を詳述し、両名は戦略的パートナーシップ協定の起草について討議し、貿易および経済問題に関する紛争を解消するために会談したと語った。そして別の発表では、12月17日に大統領がモスクワを訪問し、そこで「主要合意」が署名される予定だと報道記者たちに伝えられた。
これがヤヌコビッチに向けた厳しい警告を野党党首ヤツェニュクから出させるものとなり、彼は「仮にヤヌコビッチがロシアとの関税連合について何らかの署名を試みるなら、それが抗議の波をさらに大きくするだろう」と発言した。その後、『エコノミスト』のエドワード・ルーカス編集長は自身の外交筋を引用して、既にヤヌコビッチはロシアとの協定に署名しており、これには後日関税連合に加入する合意と引き換えにウクライナが50億ドルと天然ガスの値下げを受けるという条件が含まれていることを、Twitter上で報告した。このニュースを聞いて野党党首らは怒りを表明し、この件の文書を直ちに公開するよう要求した。ロシアとウクライナの政府は会談中における関税連合のいかなる交渉も断固として否定したが、ロシア大統領報道官のドミトリー・ペスコフは（12月7日に）双方が資金援助と信用保証について議論したことを認めた。また、天然ガス価格をめぐる交渉においても現在は「かなり」緊密なものとなった。同時に、ヤツェニュクは12月17日に計画されているウクライナ・ロシア間の戦略的パートナーシップ協定がウクライナの関税連合への参加を伴うとの情報を持っていると主張したが、ウクライナ議会がそれを承認ずる見込みはないと付け加えた。 12月10日、ウクライナ外務省は「署名されると思わしき文書は存在せず、当然、ソチ会議中に署名された文書も皆無だった」と述べた。また、ウクライナの代表団が12月13日にモスクワでの独立国家共同体経済委員会に出席して「2011年10月18日の自由貿易地域条約の実現局面に至るかが特に注目されるだろう」と伝えた。

## 12月8-10日
12月8日は、キーウで大集団抗議の列ができた3度目の日曜日となった。野党指導者らはその日を「100万人のマーチ」と喧伝し、参加人数が100万人に達したと全ての野党が主張した。インテルファクス=ウクライナによれば、当初の報道ではその人数が「10万人を大幅に上回る」 と推定されており、これは警察の推定と一致するものだった。AP通信記者ほか世界の主要メディアは、50万人が参加したと報道した。7日と8日に実施された抗議者の調査では、ウクライナ全域からキーウに来た人の92％が自発的に参加し、8％が政党または市民社会団体の一環で来たことが判明した。動機については、70％が11月30日の警察による蛮行に抗議するためで、54％がEU連合協定の署名を支持してこの抗議に来たと語った。彼らの要求の中で、82％は拘束された抗議者の解放を、80％は政府の辞任を、75％はヤヌコビッチ大統領の辞任と解散総選挙を求めていた。
集会後、大規模なウクライナ人抗議者集団がキエフにあるレーニン像を倒した。先週と違って、現場の警察官は記念碑を守ろうとすることなく撤退した。像が倒された後、その集団は「ヤヌコビッチ、次はお前だぞ！」と叫び、大槌で像を粉砕し、頭部を切り落とし、戦利品として持ち去った。像の代わりとしてウクライナ国旗と赤と黒の蜂起軍旗が立てられた。自由党は彫像破壊を自分の手柄にしようと、幾人かの党議員が群衆に加わってその行為に参加した。
抗議活動を支援するためベラルーシを発った抗議者はキーウに向かう途中、チェルニーヒウ（現地警察によって抗議が禁止されている）近くの国境検問所で入国を拒否された。一方で別の報道ではベラルーシ人を乗せたバスのタイヤに交通警察隊が穴を開けているところが確認された。同日、地域党の議員オレフ・ツァリョーフはウクライナの治安部隊と外務省に外国の主催者および政治コンサルタントの強制送還や禁止を要請し、そのスキャン画像をFacebookアカウントに投稿した（後に削除）。この文書で特に挙げられているのはアンドレアス・ウムランド、スタニスラフ・ベルコフスキー、タラス・クジオ、グレブ・パブロフスキー、元ジョージア大統領のミヘイル・サアカシュヴィリなどだった。
12月9日早朝、ヴァスィリキーウにある活動拠点が抗議者の車列によって以前封鎖されていた特殊部隊（タイガー隊とレオパード隊）の約730名が、ベルクト警察隊の支援を得て非常線を突破し、市内へと流入していった。同日、キーウ警察が匿名の爆弾脅迫を受けたことで、市内中心部の地下鉄駅3つ(テアトラルニャ、フレシチャーティク、独立広場ことマイダーン・ネザレージュノスチ）が閉鎖されて列車は停車することなく通過した。テアトラルニャ駅は、警察が爆発物の可能性についての捜査で何も出なかったことで、午後遅くに再開された。午後に、ウクライナ警察がキーウにある政府庁舎の前で抗議キャンプを解体し始めたとBBCが報じた。抗議者たちは火曜日（12月10日）までに去るよう猶予が与えられていた。それらは車、バリケード、テントで封鎖されていた。BBCによると、衝突は報道されなかったが、キエフ在住記者はこの状況を「様々な噂が飛び交っている緊張」として、司祭たちが警察に武力を行使しないよう彼らを祝福しながら促していると説明した。一方、インテルファクス=ウクライナはキーウにおけるさらに大勢の警察動向と抗議バリケードの撤去について報道した。内務省は「傷害沙汰を引き起こすのに使用されかねないシャベルの柄やその他の物体が野党の自警団駐屯地で抗議者に配布されている、と警官隊が私たちに知らせてくれた」との声明を発表した。また、独立広場においては何の措置も講じられていないと述べた。野党である祖国党党首のヤツェニュクは、デモ参加者に対する暴力について不満を述べ「自分達は警官を叩いたりしていないし、武力を行使してもいないし、武器も持っていないし、特別な手段もない」と主張した。同志である野党党首クリチコがそれに賛同した。自由党党首のオレーフ・チャフニボークは、キーウ中心部でのユーロマイダン集会への攻撃の前に政府が電力を遮断する計画を立てていると警告して「しかし、私たちはキャンプの存在を継続するために代替策を使う準備をしている」と述べた。 彼はまたロシア連邦保安庁(FSB)と警察が「大量無秩序を組織する目的で」ウクライナに到着したとも警告した。

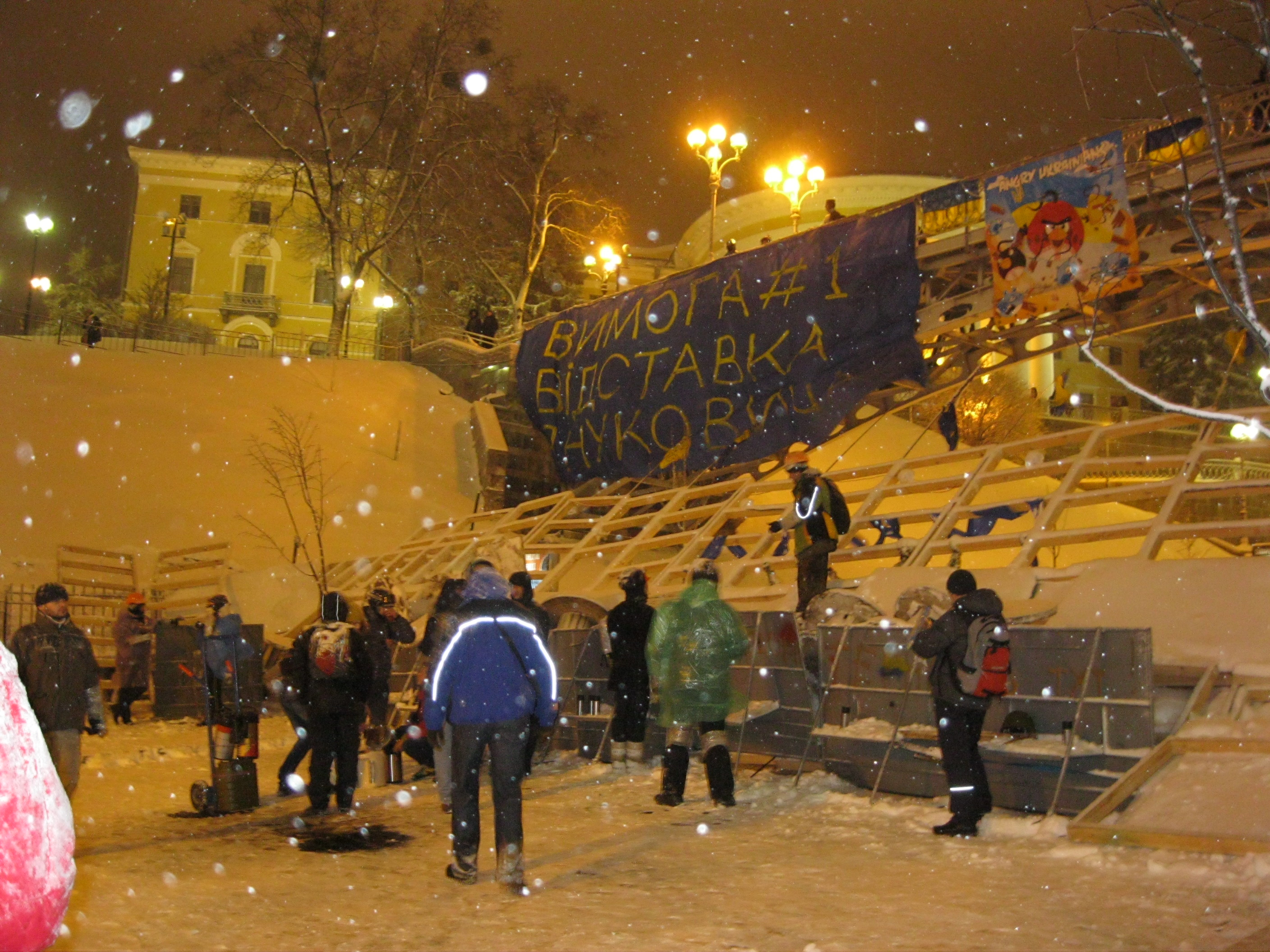
ショッピングモールHlobusの外にいるユーロマイダン抗議者とヤヌコビッチの辞任を要求する垂れ幕。12月9日

12月9日、野党である祖国党のウェブサイトが本部への警察突入捜査を受けて接続不能となった。ポジールにある彼らのオフィスで「廊下では機関銃を持った人々がサーバールームに侵入しようとしている」と祖国党党員のOstap Semerakは語り、そして幾つかの部隊がその窓を抜けて登っていった。目撃者によると、戦術武装した警察の特殊分遣隊（米国でいうSWATに相当）がオフィス内の全設備を破壊し、そこには新聞INTV、イブニングニュース、Censor.Net.uaのウェブサイト（彼らも同じく直後に急襲された）も収容されていた。サーバールームは「乱雑」だと説明されており、オフィス自体は引っ掻き回されて防犯カメラが破壊されていた。AP通信の記者は、オフィスの割れたガラスと壊されたコンピュータを確認した。Censor.netの編集者が国境なき記者団に語ったところでは「この襲撃者達は自己紹介も令状も提示しなかった」 「彼らは全スタッフに自分のコンピューターから離れて携帯電話を使わないよう命令した。それから彼らは私たちのあらゆる機器を押収した。それは「ユーロマイダン」運動に関する情報を流していたサイトの排除を意図した犯罪捜査だった」という。警察の広報担当は当初、警察がその住所で何らかの作戦を行ったことを否定したが、後に内務省は「オフィスでの不正行為」告発に関する「刑事事件2件」の裁判所命令により、祖国党事務所への攻撃が認可されたことを認めた。警察が言うには、この敷地建物に「違法に押収した35万時間相当のコンピューター機器」がありその会社職員が「職権を乱用」していた、との通報を「市民団体」から受けていた。突入捜査中に、コンピューター機器、データベースサーバー、文書が証拠として没収された。その後すぐにUDARはオフィスを引き払い、このことは祖国党への突入捜査に関連があるとプレスリリースの中で述べられた。

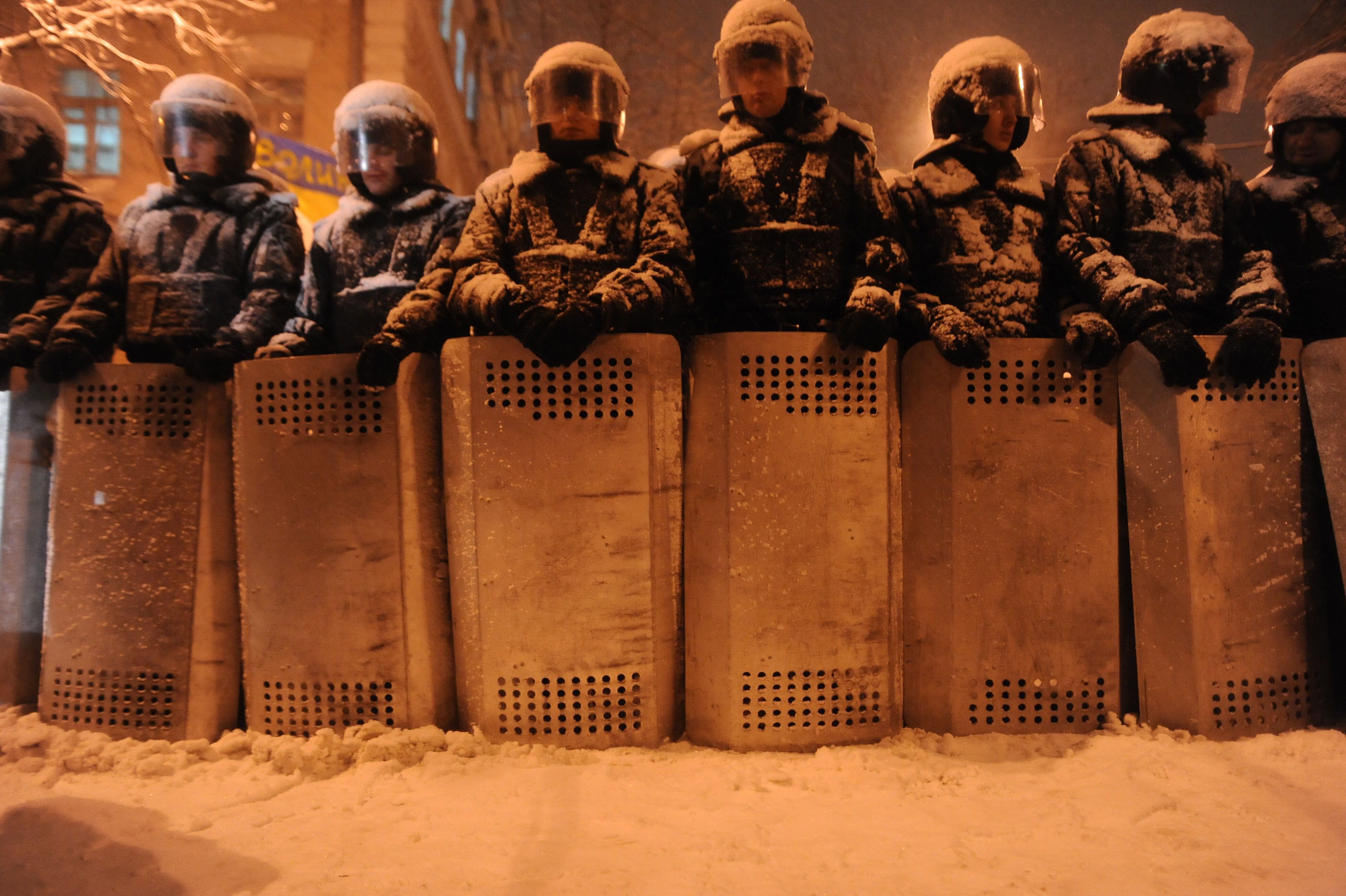
キーウで大雪のなか隊列を作る機動隊。12月9日

12月10日午前1時、ウクライナ政府は抗議者が本部として使用しているキーウ市行政庁舎の電力を遮断した。抗議者達は積極的な措置が取られることを恐れたと報道された。同時に、顔を隠した公務員と100人の機動隊が午前1時にキーウのフルシェフスコホ通り区画にあるバリケードを撤去した。アンドリー・シェフチェンコ議員は警察が警棒を使ったり抗議者を蹴ったと発表した。数時間後、警察200人が別の通りにあるバリケードへと押しかけ、ウラジミール・クリチコを含む数百人の抗議者がその場所に居座った。バリケードを張った陣営をめぐる衝突で、負傷者が警察も含め約12-15人いたと報道された。
欧州連合外務・安全保障政策上級代表（EU外相）のキャサリン・アシュトンは「政治危機から抜け出す支援をするため」12月10日と11日にウクライナで会合を開いた。彼女は小規模な代表団と共に、ヤヌコビッチ大統領、政府高官、反対勢力、シビル・ソサエティの代表者と会談した。ヤヌコビッチ大統領はまた、レオニード・クラフチュク、レオニード・クチマ、ヴィクトル・ユシチェンコという3人の元大統領を揃えて円卓会議を行った。会議では、ユーロマイダンでの抑留者釈放、将来のEU関連改革の実施などが討議され、クチマはアザロフ首相解任の可能性について言及した。野党とユーロマイダン主催者はこの円卓会議の参加者ではなかった。この会談でヤヌコビッチ大統領は「1997年以来、地域党の政策はウクライナとヨーロッパとの統合という戦略的目標にあると何度も言っている」と主張し、2014年春に予定されているEU-ウクライナ首脳会談の時期までに、EUとの連合協定署名が及ぼすだろうウクライナへの経済的リスクの最小化に取り組むよう政府に命じた。また、ウクライナとEU間の関係を正常化するため「片方をEUに、もう片方をウクライナに置く二国間委員会を設ける」（時折ロシアと協議する）ことも決定された。欧州委員会拡大総局の欧州近隣政策担当シュテファン・フューレは、EUには「連合協定が経済的利益に害を及ぼさないであろうと確信させるためロシアとの対話を維持する意志があるが、この問題について三者間交渉は行わない」と回答した。彼はまた、EUには連合協定の締結に向けてウクライナに財政援助を提供する用意があるとも付け加えた。12月10日の談話で、ヤヌコビッチ大統領は連合協定の署名に関する条件を再交渉したいとの意向を表明して「仮に協定がそのまま署名された場合は、農業業界に多大な困難が起こるであろう」と語った。12月10日、自由党党首のチャフニボークは、ユーロマイダンの指導者が円卓会議に招待されていなかったとの苦言を呈した（彼はこの会談を「舞台演出された喜劇」と呼んだ）。同日、クラフチュク前大統領はユーロマイダン指導者たちが12月11日の会議に出席することへの希望を表明した。

## 12月11日、警官と抗議者の衝突

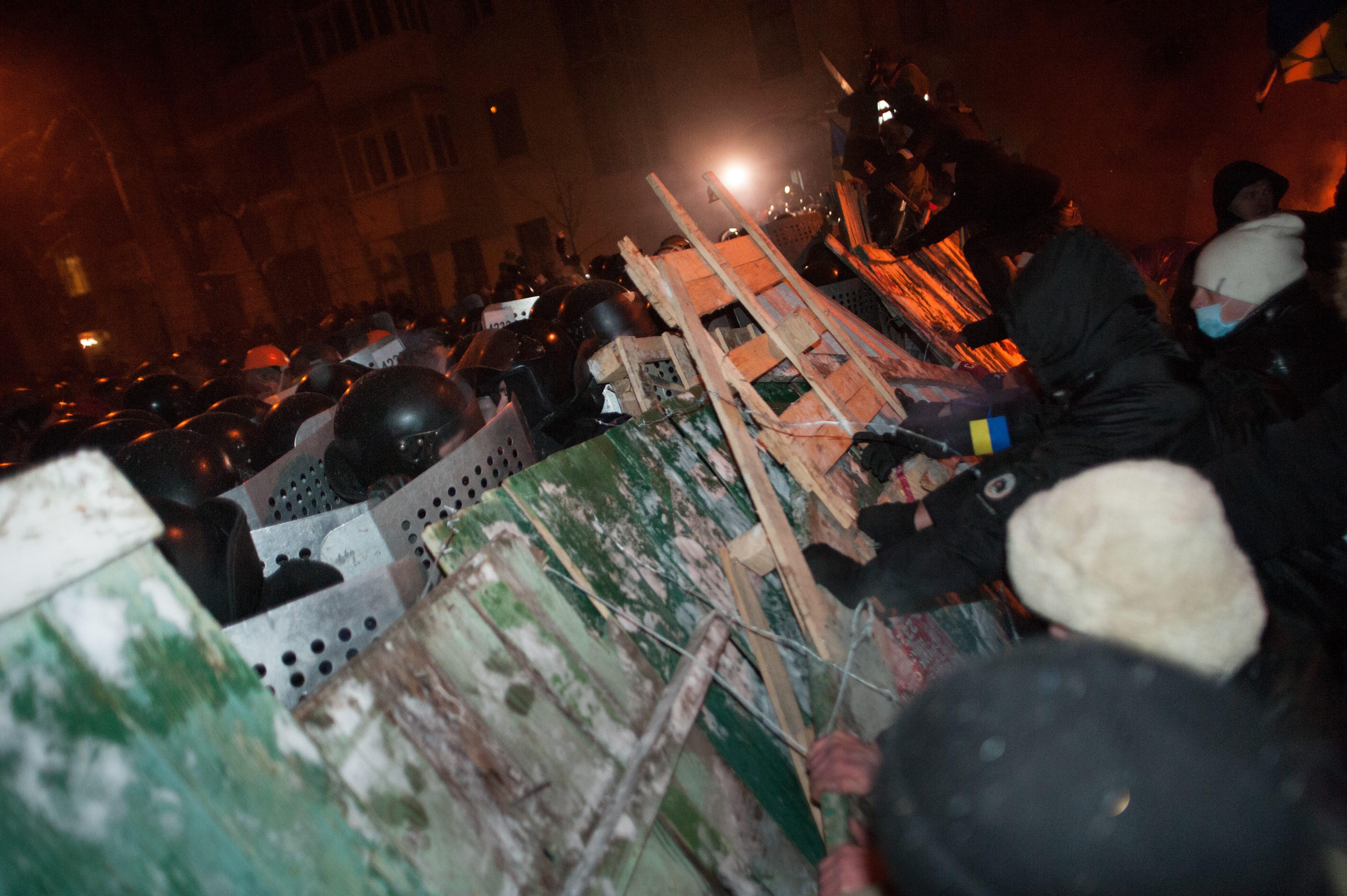
警官と抗議者の衝突

12月11日早朝、残っているすべての抗議者、バリケード、陣営地を周辺から排除する目的で準備を整えた数千人のウクライナ国内軍(VV)とベルクト警察隊が独立広場を取り囲み、これは「抗議者に対する決定的かつ予期せぬ取り締まり」だと表現された。気温は-13℃まで下がり、これまでキーウで最も寒い冬の夜となった。数名の警察官には広場の境界からバリケードを片付けるよう命令が下っていたが、敷地内に張られたテントキャンプを除去しないことにもなっていた。市の勤務者はブルドーザーとチェーンソーを使い、昨晩の前進から残っているバリケードを撤去した。暴動即発の兆候はなく、機動隊による広場敷地内のキャンプを降ろそうとする試みもなかった。乱闘中に多くの警察が抗議者の列後方に閉じ込められたが、デモ参加者は彼らが再団結できるようにし、一部では彼らの盾を手渡しで返すケースすらあった。その後、警察は再び前へと押し出てきた。広場の北側で激しい戦いが起こり、そこでは黒いヘルメットをつけた数百人の機動隊がオレンジ色のヘルメットをつけた抗議者の列に対抗して数時間の揉み合いとなった。

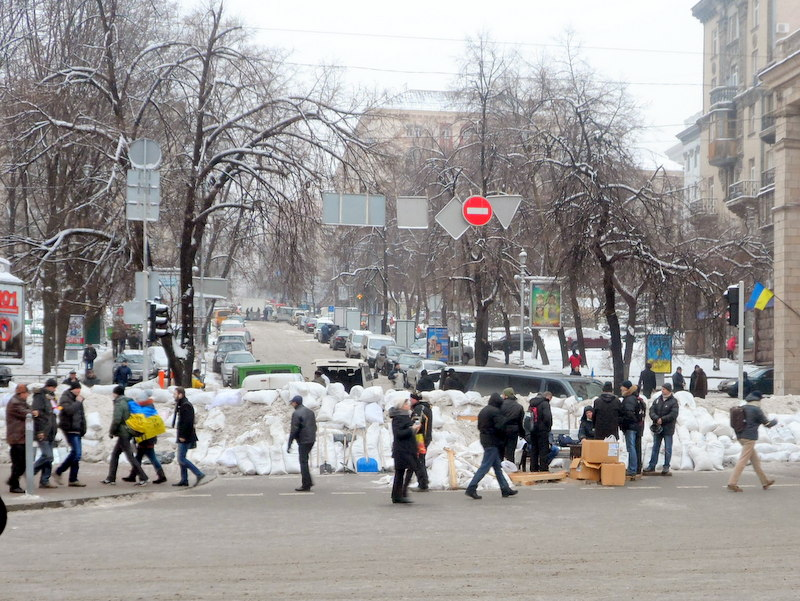
12月11-12日の夜のうちに、抗議者達によってフレシチャーティク通りの交差点に築かれた雪と氷のバリケード

タクシー運転手と地下鉄の車掌は、取り締まりの言葉を広めたり市街地中心部への乗り物を提供することで、抗議者の決起を組織する際に特筆すべき役割を果たした。午前5時13分までに、群衆は数時間前の5,000人から25,000人へと膨らんでいた。バリケード撤去中の抗議者と警察の対立がデモ活動を再び活性化させたと言われている。警察の出発後すぐにバリケードが再び築かれた。
警察は「労働の曜日（月-金）が続くため、余計な騒音や交通往来の不便さを回避するため」マイダンの片付け（警察は「地域景観作業(territory landscaping work)」と呼んだ）が夜間に実施されたと述べた。その朝遅くにウクライナ内務大臣のビタリー・ザハルチェンコは「私は皆を落ち着かせたいのです。マイダン（独立広場での集会）が解散することはないでしょう。平和的に抗議に対する人々の権利を侵害している人はいないのです。しかし、他人の権利や正当な利益が蔑ろにされることがあってはなりません。首都の通常機能が妨げられてはならないのです」と述べた。内務次官は午後に「執行機関が警察に赴いて裁判所決定を実行し始めれば、それに応じて警察は関与するだろう。執行機関が警察に援護を要請しない場合は、警察は関わらないだろう」と語った。目撃者らは、国内軍「レオパード隊」のバス8台がヴィーシュホロドからキエフへと配備を残したと主張した。別の事案で、キロヴォフラード（現・クロピヴニツキー）に拠点を置くベルクト警察隊220名の中隊はキーウへの配備命令受け入れを拒否し、平和的な抗議者に対する武力行使を放棄した、と現地メディアは報じている。内務省はその報道を否定した。

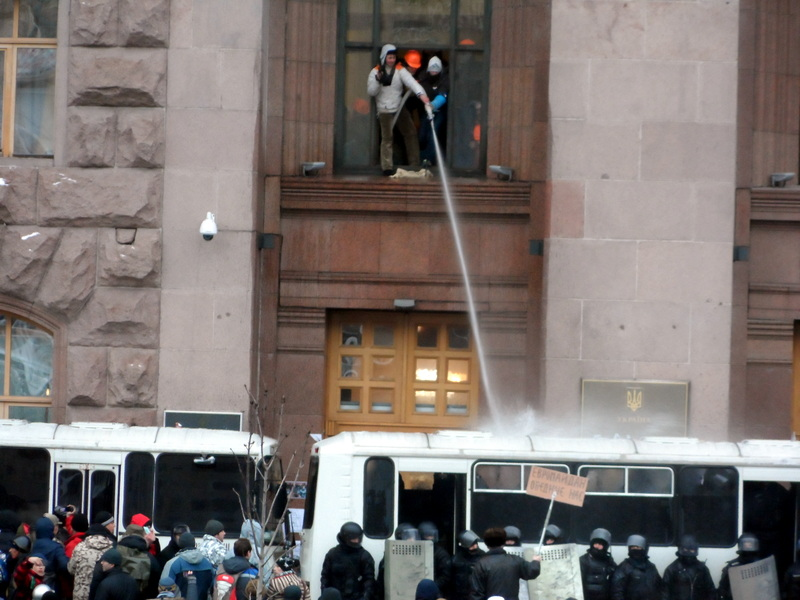
デモ隊がキーウ市庁舎の外側を囲む民兵にホースで放水しているところ。12月11日

夜通しで、活動家たちはキーウ市庁舎を守るための自警団を結成した。警察は朝方半ばまでに建物の急襲を試みて、バス1台分の機動隊が押し寄せてきた。しかし、消防用ホース、爆竹、発煙筒によって後退させられた。建物への階段もまた氷と食用油で滑りやすくした。午後までに、フレシチャーティク、市庁舎、独立広場にいるデモ隊が相手を食い止め、やがて警察の人数を上回ると警官隊はその地域を去った。
市役所突入時の衝突と膠着状態では、医療援助を要請したのが30名で病院に送られたのが15名、このうち9名が警官だったと官庁職員は語った。人々は足の凍傷、頭のけが、肋骨や腕や脚の骨折、それと背中のけがで入院した。キーウ・ポスト紙は、警察が前進した際に祖国党のジャケットを着た男性を露骨に警棒で叩いているベルクト警察の例を報じた。負傷者の中には自由党の国会議員アンドリー・イレンコがおり、彼は頭が血まみれで包帯を巻いて写真に写っていた。アザロフ首相はデモ参加者に対して武力が行使されたことを否定し、この出来事を「道路の片付け」と呼んだ。衝突時に11人のデモ参加者が逮捕された。
抗議の指導者ビタリ・クリチコは、警察の行動を「当局による無分別で残忍な行動」と呼び、抗議者の数が膨らむお手伝いをしているにすぎないだろうと語った。「これが当局の成し遂げた最も愚かな事だ」「キャサリン・アシュトンが町にいるときに広場を片付けるためだ。ここの人々は警察国家には住まないと決心している」とクリチコは発言した。この事件はまた、キャサリン・アシュトンやジョン・ケリーを含む欧米の政治家からの批判を直ちに招いてしまった。
キーウ旅客駅とボルィースピリ国際空港のDターミナルは数時間にわたって閉鎖され、爆弾による脅迫がデマであることが判明した後で再開された。
また12月11日に、ウクライナのアザロフ首相は「関税同盟の議論はしない予定で、政府は文書の起草中ではない。直ちに噂を止めたいと考えている」 と発言し、次のロシアとの交渉ラウンドでベラルーシ、カザフスタン、ロシアの関税同盟については議論しないと語った。彼はまた、連合協定への署名に関連して「ウクライナの経済損失を最小限に抑える条件を提示する」として欧州連合に200億ユーロを要求し、「なお当政府はその協定のできる限り早期の署名を支持する」と付け加えた。同日、欧州委員会の広報官は「ウクライナの繁栄そしてウクライナの未来は、最高額を欲しがる者が値決めするような要請を条件とすることは出来ない、と私達は考えている」と返答した。元大統領のユシチェンコはウクライナとヨーロッパ統合の経済学に重きを置いて、ヨーロッパの基準を採用すると実際には4億ドルの費用がかかると推算した。
ヤヌコビッチ大統領とEUのキャサリン・アシュトンと米国ビクトリア・ヌーランド国務次官補との会談は継続した。会談後、アシュトンはヤヌコビッチ大統領が24時間以内にウクライナの危機を解決するための措置を講じると自分に約束してくれたと語った。一方、ユーロマイダンのデニス・シェブチュクは元大統領のクラフチュク、クチマ、ユシチェンコとの円卓会議を去り、「これは単なる虚構だ」と主張した。
夕方までに、数千人の抗議者が大集団で雪を砂袋にシャベルで詰めるなどして、バリケードを再建した。ヤヌコビッチ大統領はウクライナ国民に宛てて「私はあらゆる政治勢力、司祭、一般市民の代表を全国規模の対話に招待します。そのような円卓会議に参加する準備を整えています」との演説を発表した。この演説はまた、政府の行動は「全くの法の範囲内であり、平和的な集会に対して武力行使することは決してない」と述べた。しかし野党党首のヤツェニュクは自分達の要求が満たされた場合にのみ会談の可能性があると答えた。そしてクリチコによれば、昨晩の警察の行動は「妥結への道を閉ざすものだった」という。 次の日、クリチコは会談が開かれる（彼にとってこれは抗議者の要求が満たされた後にのみ可能であった）なら、「ヨーロッパの代表団やシビル・ソサエティのメンバー参加と共に実施されるべきだ」と付け加えた。

## 12月12-16日

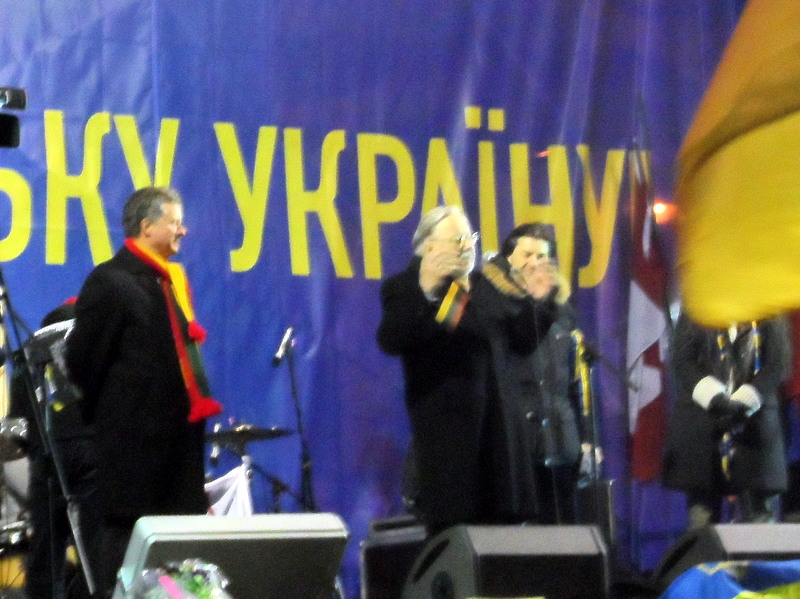
元リトアニア国家元首のヴィータウタス・ランズベルギスがユーロマイダンに演説する様子。12月15日

12月12日、バリケードの再建に加えて、独立広場にテントを設置する余地がなくなったことが報道された。
ウクライナ保安庁(SBU)長官のオレクサンドル・ヤキメンコが、ロシア連邦保安庁(FSB)の専門家を招待して抗議活動を分散させる方法の助言を求めた、と2007年にSBU副長官を務めた祖国党の議員ヘンナディー・モスカルが発言した。SBUの内部情報源を引用して、衰弱性のガスおよびエアロゾルの使用が推奨されたと彼は述べた。その後、ロシアの人民自由党政治家ボリス・ネムツォフは国境警備局によって当国への入国を禁止された。1万人以上が一晩じゅう広場に居座った。
12月13日、大統領、野党の党首3人、政府の代表者、議会代表、聖職者、シビルソサエティが列席する円卓会議が開催された。全国チャンネルでの生放送はなく、野党党首が話したときにTVチャンネル2つの生放送が中断された。円卓会議を終えると、元大統領クラフチュクは「私は円卓会議を組織しました。そこを放送オフにするのは言語道断です。右手が何をしているかを左手が知らないなんてあり得ないことです」 と、放送中断を激しく非難した。論争の的として、ユーロマイダンに関与する学生団体の代表だと主張したドミトロ・レビンが、実際には地域党支持の青年部(Young Regions)のメンバーだったことが判明した。ユーロマイダンの本当の学生指導者たちは、自分達は議論への参加に招待されなかったと語り、また学生に対する弾圧の停止や教育大臣ドミトロ・タバチュニクの解任といったレビンの声明（野党政治家達に「利用された」という主張を含む）は、学生ストライキの本当の指導者として的外れなことだと発言された。円卓会議にて、ヤヌコビッチ大統領は拘束されたデモ参加者への恩赦を提案した。会談後にクリチコは「野党を満たすものは一歩も踏み出されなかった。今日の当局は野党の要求一つ一つに耳を傾けなかったとの印象を自分は持っている」と述べた。12月13日、ウクライナ裁判所は11月30日に逮捕された9人を釈放した。またその日、政府代表団が欧州委員会のシュテファン・フューレ委員と会談した後、第一副首相セルゲイ・アルブゾフはウクライナがEUとのより緊密な関係に関する協定に「すぐに署名する」予定だと（ユーロニュースとのインタビュー時に）語った。しかし、このことに関連してアザロフ首相は、ウクライナが「現状でEUとの連合協定に署名したら、これは必然的に経済の崩壊につながるだろう」と述べ、連合協定への署名を延期する決定を擁護した。その前日に、アザロフはEUとの自由貿易地域に関する協定の特定条項の発効期限を延期するよう提案し、EU当局はこれを拒否していた。

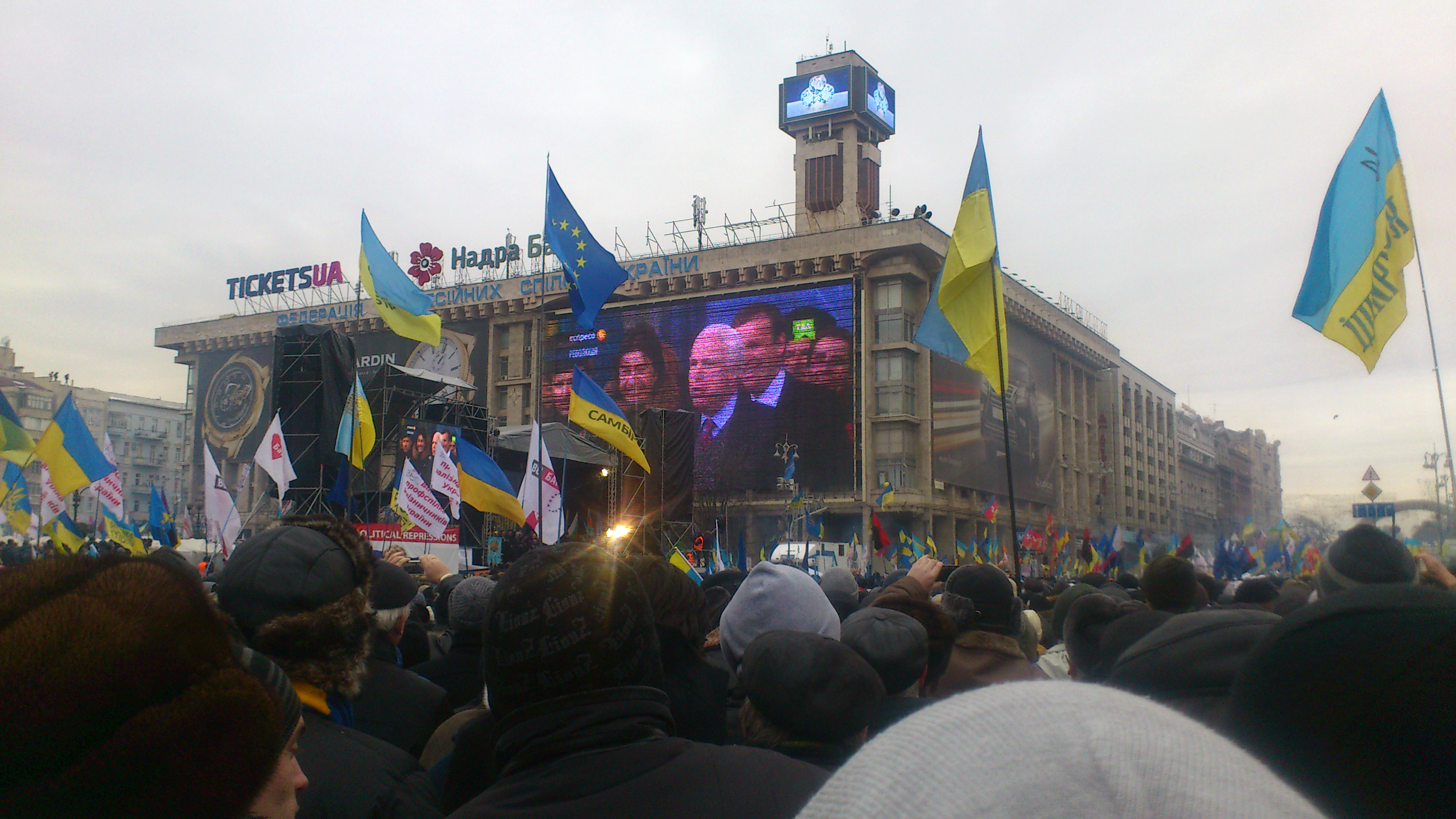
米国の上院議員ジョン・マケインがキーウにて群衆に演説。12月15日

12月14日、ヤヌコビッチ大統領はキーウ市長のオレクサンドル・ポポフとウクライナ国家安全保障・国防会議の副議長ボロドゥーミル・シブコビッチを解任した。同日遅くにウクライナ検察当局は「2013年11月30日の警察の行動を命令した際の権力乱用容疑にかかる通知」を、この両名とキエフ警察本部長および副本部長に提出した。ウクライナ検事総長によると「4人の公務員は間もなく全員自宅軟禁される」という。野党党首ヤツェニュクは前日の円卓会議で「違法な命令をした者とそれを実行した者は、国じゅうが分かるように責任を問われるべきである。マイダンの活動家として逮捕された者は釈放されなくてはならない、それが全てだ」と述べていた。一方、独立広場では国内で人気のロックバンドオケアン・エリズィが「恐らく数十万人のウクライナ人」に向けて演奏を行い、運動を支援するためにその日はキーウに20万人以上がいたと推定された。
インテルファクス通信によれば、抗議の規模は翌日20万人にのぼった。米国の上院議員クリス・マーフィー（民主党）とジョン・マケイン（共和党）が群衆に呼びかけ、彼らの大義に対するアメリカの支持を表明した。 EU拡張委員会のシュテファン・フューレは、ウクライナ当局が署名に270億ドルの援助を求めるという、ヤヌコビッチ政権の不当な要求を理由にEUは協定合意に関する協議を中止すると述べた。フューレが発したツイートの中で、連合協定に関する大統領や政府の言葉と行為との間には齟齬があり「彼らの議論は実際には根拠がない」と彼は述べた。

## 12月17日、ウクライナ=ロシア間協定
ロシア大統領のウラジーミル・プーチンとウクライナ大統領のビクトル・ヤヌコビッチは、12月17日にモスクワで6度目の「2国間協議」を開催し、そこで2013年12月17日のウクライナ=ロシア間行動計画に署名した。これは、150億ドルのウクライナ発行ユーロ債を購入するロシア国立ウエルス・ファンドと、ウクライナに供給されるロシア産天然ガスのコストが1000立方ｍあたり268ドル安くなる（この価格は400ドル）といった内容だった。ロシアは行動計画の一環として、2013年8月中旬より前に存在していたウクライナからの輸入に関する通関規則の復旧を明言した。プーチン大統領およびロシア大統領報道官のドミトリー・ペスコフによれば、この取引は「いかなる条件にも結び付けられていない」もので、ベラルーシ、カザフスタン、ロシア関税同盟にウクライナが加盟する可能性については言及されなかった。またペスコフは「ウクライナの事情に干渉しないことが私たちの原則的な立場である」と付け加え、逆の行動をした他国を非難した。ヤヌコビッチ大統領によると、ロシアとウクライナ間の貿易状況は緊急の介入を必要とし、それは他の独立国家共同体(CIS)諸国と調整されるべきだとした。また彼はロシア-ウクライナ関係にも言及して「将来のために教訓を学び、そうした過ちを繰り返さないようにする必要がある」と付け加えた。このほかヤヌコビッチ大統領は、ウクライナとロシアが「国民にとって便利な条件を生み出す」国境を越えた地域間協力を強化すべきだ、とも述べた。
この合意を受けて、計画を非難した野党が批准を延期するため議会を即座に封鎖した。そして約5万人が独立広場で抗議行動を続けた。野党党首のビタリ・クリチコは群衆に「彼（ヤヌコビッチ大統領）は、ウクライナの国家的利益をあきらめ、独立と全ウクライナ人のより良い生活への展望をあきらめた」と伝えた。野党党首らは、必要に応じて新年および正教会のクリスマス（毎年1月7日に祝われる）まで抗議を続けると誓い、第2次アザロフ政権の辞任および初期大統領選挙と議会選挙の実施を求める要求を繰り返した。
また12月17日、UDARはクリチコ党首の生命を狙った企てに関する声明を発表した。西側外交官の声明によると、クリチコのプライベートジェットが11月24日にボルィースピリ国際空港に着陸しようとした時、高度100m、視程50mで同機は着陸を拒否された。これが2010年のポーランド空軍Tu-154墜落事故と同様の事故を繰り返そうとしたものだと彼らは主張している。

## 12月18-31日
12月18日、アザロフ首相はロシアとの協定がなければ「破産と社会崩壊がウクライナを待っていただろう」と述べた。彼はまた、経済改革としてウクライナが実行不可能なほど厳格なIMF条件を受け入れねばならなかったので、ウクライナがEU連合協定に署名する方法がなかった、とも付け加えた。この日も独立広場での抗議行動が続いていた。
12月19日、ヤヌコビッチ大統領は「我々は（連合協定の一環である）自由貿易地域協定に署名するためにどのような条件が出されるべきかを検討するため、（連合協定を）一旦休止することを決定した。そしてこの答えは政府によって見出されるべきである。統合問題に関するウクライナの方針に矛盾はない。一般的に、これは統合に関するものではなく、経済関係に関するものである」と語った。ただし彼は「（EU連合協定の一環である）自由貿易協定の検討について話し合う場合、これにはしばらく時間がかかり、依然として多くの不確実性がある。これが短期的、中期的、長期的にどの程度我々に確実に利益をもたらすかを確認するべきである」と付け加えた。彼はまた、ウクライナがユーラシア経済連合やベラルーシ、カザフスタン、ロシアの関税同盟におけるオブザーバーという立場でEU連合協定に関わる場合もあると付言した。なおウクライナはユーラシア経済連合でオブザーバーとしての地位を付与されることを期待しており、「ユーラシア連合に関してはウクライナのオブザーバー参加を検討して今年8月にアスタナで書面申請を提出した」と述べた。 同日、ポーランドのラドスワフ・シコルスキ外務大臣は「ウクライナとEU間の連合協定に署名するのが不可能だと言えるべき正式な事実は知らない」と述べた。一方、ロシアのプーチン大統領は12月17日に、ロシアとウクライナ間の契約（彼は「兄弟愛の行為」と表現した）について「これは、マイダン（の抗議）と一切関連が無く、ウクライナが主導するEUとの交渉とも無関係である[中略]。我々はウクライナが窮地に陥っていることを分かっており、我々がウクライナを支援するべきだ」とコメントした。
12月20日、EUの高官は「ウクライナが準備ができ次第」連合協定に署名する用意がEUにあると述べ、この合意はロシアにとっても有益であり、EUは「ウクライナがロシアとの協定に署名しているという事実に関しては一切懸念していない」と述べた。
12月21日、腐敗防止団体ロード・コントロール (Road Control) 所属の活動家ヴォロジミール・マラロフが射殺され、彼の車は午後11時頃にキエフのシェフチェンコ広場で男性2人と共犯者1人によって襲撃されて燃やされた。同団体は、この襲撃が警察の腐敗に関する組織の報告を止めるための当局による進行中の取り組みの一環だったと主張している。伝えられるところによれば、暴漢は米国で政治亡命を受けた団体メンバーの所在情報などを提出するよう11月にマラロフに要求していた。今月初旬、ロード・コントロールの報道記者と彼の弁護士が2か月間拘留された。この記者は12月1日の暴動で使用されたホイールローダーの鍵を盗んだとして告訴され、彼の弁護士は裁判官を攻撃したとして告訴されている。
12月22日、抗議行動の第5週目も引き続き10万人がキエフに集結した。この日、主な野党と無党派がマイダン人民同盟 (Maidan People's Union) と呼ばれる全国的な政治運動を立ち上げた。そこでクリチコは「私達はどんな場合でもこの場所を離れるつもりはありません。私はあなた方に、ここマイダンに居続けて新年を祝うことを勧めます」と群衆に語った。
12月23日、ロシアの大統領補佐官ユーリ・ウシャコフは、ウクライナとEUの関係に「矛盾はない」と述べ、ベラルーシ、カザフスタン、ロシア関税連合およびユーラシア経済連合におけるオブザーバーの地位を示した。
2013年12月24日、ハリコフ繁華街での抗議共催者に対して武力攻撃が行われた。彼は12回の刺し傷を受けた。
12月25日の早朝、ウクライナ・プラウダ紙の有名記者でユーロマイダンの社会活動家かつ祖国党党員のタチアナ・チョルノビルがボルィースピリ国際空港の近くで殴打襲撃された。ユーロマイダン活動家は午前8時に内務省のピケッティングを呼びかけ、これに数百人が参加して、内務大臣ザハルチェンコの辞任を要求した。チョルノビルは鼻骨折、脳震盪、複数の打撲傷で入院した。複数の野党が攻撃の背後にいる当局を非難したが、一方で地域党のオレナ・ボンダレンコが発した声明は、この攻撃をユーロマイダンによる自発的暴力だと分類して、野党を非難した。
12月27日、法律（第2次アザロフ政権による起草）が「通常運営の中断につながる」建物の奪取に対する刑事責任をウクライナ刑法に導入した。
12月29日、チョルノビルへの12月25日の襲撃によって再活性化し、再び数万人がキエフに集まった。参加した1000人以上の抗議者を詰め込んだ約200台の車が、キエフ郊外の10km離れたヤヌコビッチ大統領のメスィヒリャー邸宅に行進した。

## 2014年1月1-15日
大晦日の夜に、20万人がユーロマイダンに参加して一同で（新年到来を）祝った。1月1日、第二次世界大戦時代の物議を醸した民族主義者ステパーン・バンデーラを支持する生誕日（105回目）のたいまつ行進を15,000人が開催してキエフを練り歩いた。
1月3日、警察に尋問された後で 自由党の議員アンドリー・イリエンコと彼の弁護士が襲撃され、キエフ警察署の外で激しく殴打された。双方とも大怪我をした。同党によれば、イリエンコは主に顎の骨折と診断されて脳震盪の治療を受け、 警察によると鼻を骨折した。この襲撃は、自由党の党員がシェフチェンキフスキーの警察署から出てきた後に起こった。同党はこの攻撃を「殺人未遂」と呼んだ。
祖国党議員アルセン・アバコフ（2014年1月9日）によると、最近キエフの抗議者達は定期的な停電を経験していた。この反抗を防ぐため国会議員はキエフ市当局や電力会社と5回の会合を持ち、バックアップ発電機を設置した。アバコフによれば、独立広場からゴミを片付けて広場に木材を持ち込むことには何の困難もなかった。
1月10日、ベルクト機動警察隊はキエフのスヴィアトシン地区にある地方裁判所（レーニン像爆破計画をした「ヴァシルキーフのテロリスト」に対する有罪判決が発表された場所）付近で抗議者と衝突した。ウクライナ愛国者団体のメンバーは「存在しないレーニン像（この計略発覚前に地方市議会が既にレーニン記念碑を解体したため）を爆破しようとした」ことで6年の刑を宣告され、批評家たちはこの裁判手続きを虚偽と称した。裁判所の判決が発表されたことで100人以上の抗議者が囚人輸送バスを妨害することを決断し、これを受けて数百人の機動隊が派遣され、彼らは催涙ガスと警棒を使用した。十数名が負傷し、手足の複数骨折や頭部外傷など重傷の人も何人かいた。野党党首のユーリ・ルツェンコも負傷者の一人で、頭部血まみれの写真を撮られ、集中治療のため病院に運ばれる前に意識を失った。目撃者の証言によると、警察はルツェンコを標的にし、彼をバスに引きずり込むとそこで彼を殴打した。自由党の党員も3人が負傷し、2人の報道カメラマンは警察によってカメラ機材を破壊された。EUと米国の当局者はこの攻撃を非難し、警察と抗議者の対立に介入しようとした「ルツェンコがユーロマイダンの英雄として記憶されるだろう」と、ウクライナ駐在米国大使ジェフリー・ピアットは発言した。野党党首3人（クリチコ、ヤツェニュク、ティアニーボク）は、この暴行を殺人未遂と見なして非難する共同声明を発表した。
1月12日、独立広場で1万人から5万人の抗議行動が行われた。
1月15日、裁判所はキエフでの抗議行動と公共の集会を再び禁止した。このことで野党は、独立広場が翌晩ベルクトの特殊警察部隊により片付けられると考えるようになった。

## 1月16日、抗議取締法
1月16日、ウクライナ議会にて地域党とウクライナ共産党の議員（および多数の無党派議員） が抗議取締法を可決し（書面の一部は議員が投票した後に公開された）、抗議の際に採用されていたユーロマイダン野党の全ての手法を犯罪とした。同法律は政府庁舎の封鎖に対して懲役10年を導入した。他にもフェイスマスクやヘルメットを着用した抗議者に対して高額の罰金と懲役刑、公共の場所におけるテント、舞台、増幅器といった設備機器の無許可設置に対する罰金と懲役刑、5台以上の車による車両縦隊（縦列駐車のバリケード）を作る人たちに対して運転禁止などが導入された。また、国会議員の罷免を容易にする法案も承認された。他にも海外の政府や財団から資金提供を受けた非政府組織のメンバーを「海外工作員」として特定し、ソーシャルメディアを通じて誹謗中傷を広める行為に対して懲役2年、政府当局者への誹謗中傷に対して1年収監の更生労働、インターネット接続可能なメディアやプリペイド式携帯電話サービスの購入者登録義務などが承認された。フィナンシャルタイムズによれば、野党議員が主要な議事堂を占拠している間に11件の新たな法律が承認され、その評決は「実際に数えるには速すぎる」 議員達の挙手によるもので、時には5秒で終えたものもあったという。議会にて野党はその日に「暗黒の木曜日(Black Thursday)」との異称をつけて「本日、ウクライナの議院内閣制は死んだ」と発言し、この法律が保証するのは「集会の権利、弁論の権利、生存権のない独裁政権で、そこには法律も公民権も法的手続きも存在しない」と述べた。地域党分派は、野党派閥のメンバーが議会で同僚達から投票札を奪い去ったため、野党が通常投票を妨害していたと主張した。地域党の議員オレフ・ツァリョフは、この法律が進行中の政治危機のさらなる拡大を防ぐことを目的としていると語った。欧州安全保障協力機構(OSCE)はこの法律が「恣意的に解釈されかねないもので、報道の自由に対する不相応な規制につながり、討論や批判的見解を封じてしまう恐れがある」として、ヤヌコビッチ大統領に拒否権を発動するよう要請した。
1月16日の評決への反応で、欧州近隣政策拡大交渉担当委員のシュテファン・ヒューレは「こうしたウクライナの欧州路線からの転換を見て深く失望している」と語り、自分はこの法律が市民社会とのパートナーシップを規制することを目的としたものだと考えていると表明した。欧州連合外務・安全保障政策上級代表のキャサリン・アシュトンの批判（抜粋）は、「ウクライナのシビルソサエティ団体の活動を大幅に抑制するように思える変化と、国会議員の権限破棄手続きを簡素化するように思える変化を等しく懸念している」というものだった。さらに彼女は「これらの決定が修正され、ウクライナが国際公約に沿ったもので運用することが確実となるよう、私はウクライナ大統領に要請します」と付け加えた。ドイツ外相フランク＝ヴァルター・シュタインマイアーのこの法律への反応は「公民権の制限はウクライナを欧州から遠ざけるだけである」だった。米国国務省は「本日のラダ（ウクライナ議会）による行動の手続きと内容はいずれも、ウクライナの民主主義的規範への約束に深刻な疑念を投げかけるものである」と深い懸念を表明した。海外の批判に応じて、ウクライナ外務大臣のレオニード・コジャラは「事態の実状を反映しない一方的な声明や発言を避ける」よう外交官らに促した。彼はまた、1月16日にウクライナ議会によって採択された法律は大部分のヨーロッパ諸国の法律に既に存在しており、一般に受け入れられている民主的基準と国際慣行に適合していると述べた
その翌日、ヤヌコビッチ大統領は法案に署名し、ウクライナ陸軍の司令官ヘンナディ・ヴォロビエフを解任した。大統領首席補佐官のセルハイ・リョヴォチキンならびに大統領報道官1名が、この法律に抗議して辞任した。新たな法律施行に従い、内務大臣のザハルチェンコは「各犯罪は我々の側で厳しく対処されるだろう」と宣誓した。

## 1月19-27日

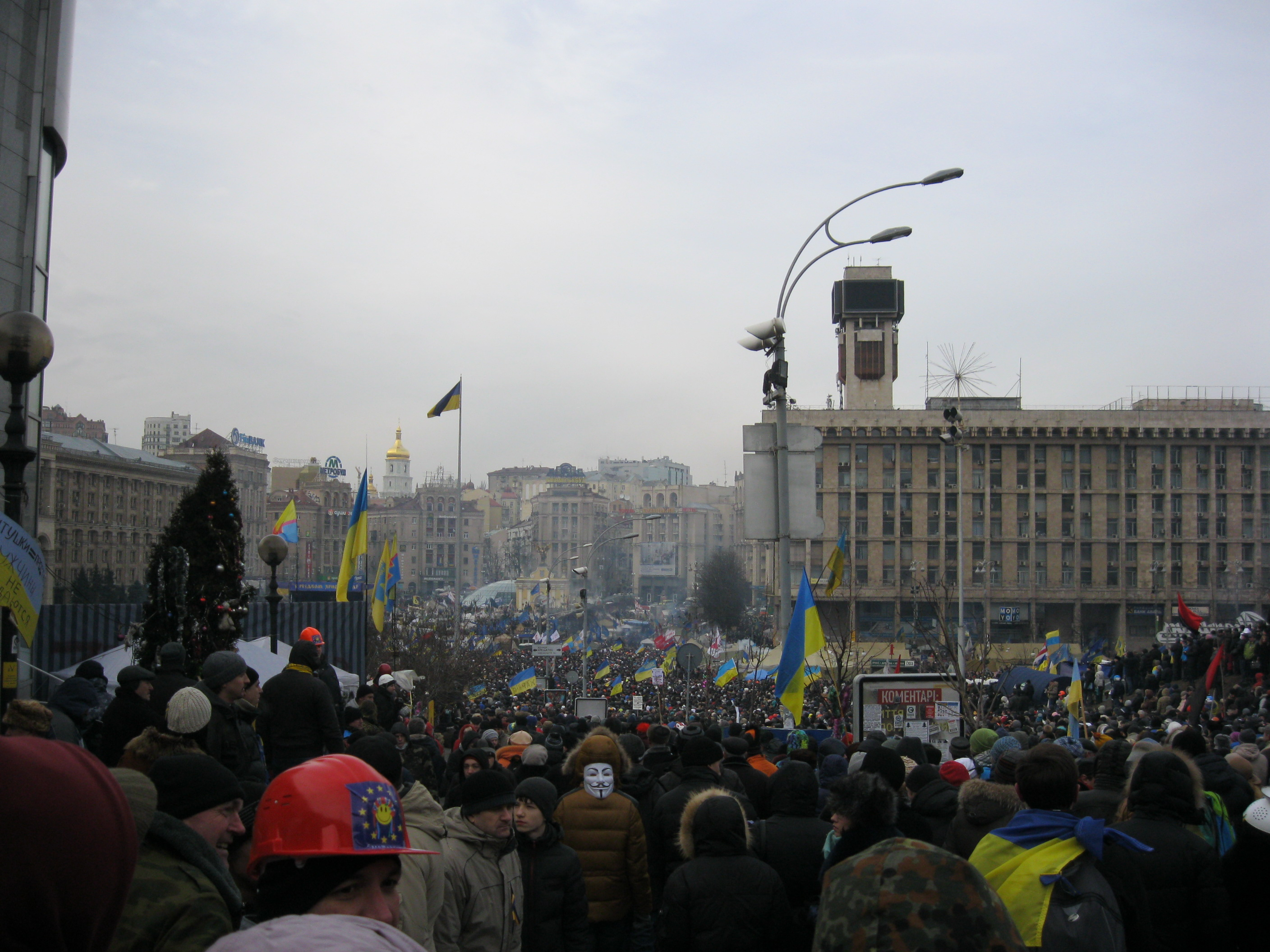
キエフにて20万人の活動家が抗議取締法に反対抗議。1月19日

1月19日、9回連続となる日曜日の大規模抗議では、キエフ中心部に最大20万人が集まり、新たな抗議取締法を「独裁法」と言い換えて抗議を行った。この集会には野党党首が出席したほか、タチアナ・チョルノビルが当局側による襲撃を受けて以来初めて公に姿を見せた。抗議者の多くはパーティーの仮面を着けて顔の隠蔽禁止に反対し、それ以外はヘルメットとガスマスクを着用していた。オートマイダン (AutoMaidan) の指導者ドミトロ・ブラトフは野党候補者を1人指名するよう要求し、群衆はこの行動に応じる指導者に異を唱えた。祖国党の党首アルセニー・ヤツェニュクとオレクサンドル・トゥルチノフは新たな代わりの議会が創設されると宣言した。

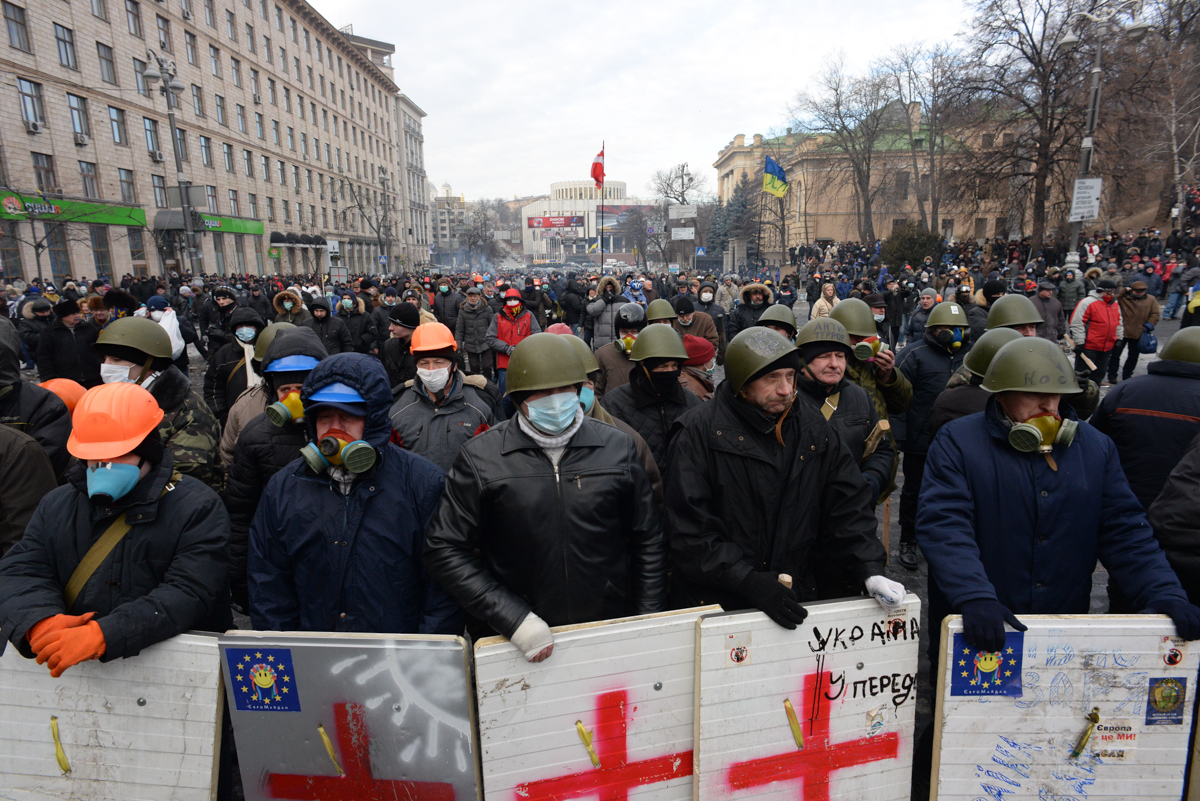
ヘルメット着用の抗議者が警察と対峙する。1月20日

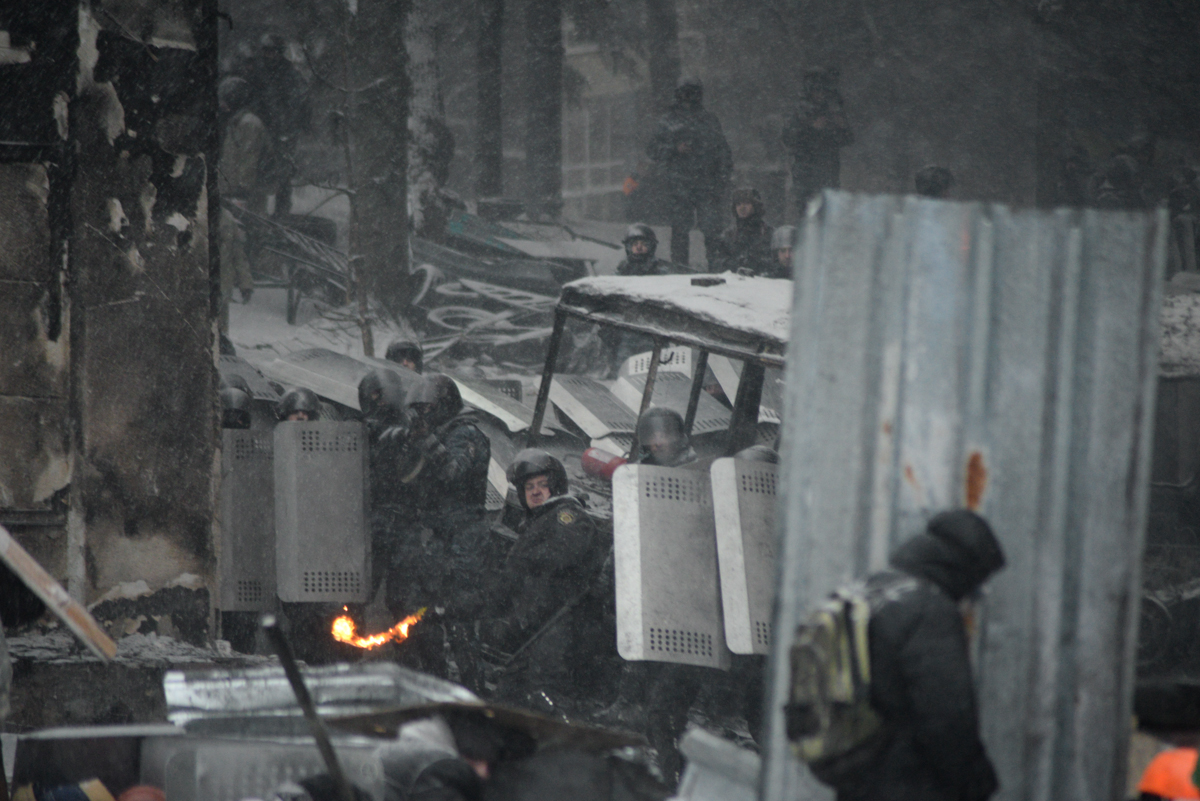
散弾銃を使用しつつ、群衆の中に火炎瓶を（無許可で）投げる警察の写真。1月22日

元ウクライナ海軍少将を含む ユーロマイダン活動家たちは「犯罪的体制」ではなく「ウクライナ国民への厳粛な忠誠」を軍に訴え、軍と警察の隊員たちに犯罪的命令（つまり民間人に対する武力行使）を実行しないよう訴えた。暴力命令を拒否したために解雇された人々はウクライナのための新政府が設置されれば復職するであろうと、活動家たちは断言した。
数千人がフルシェフスコホ通りを経由して国会議事堂に降りてきた際に衝突が勃発し、警察の非常警戒線、軍用車、ミニバン、バスの封鎖に遭遇した。抗議行動は暴動へとエスカレートし、警察との衝突が勃発した。フルシェフスコホ通りの暴動 (2014 Hrushevskoho Street riots) は1月19日から21日まで続き、ユーロマイダン活動家と野党党首の双方が関与していた。
1月21-22日にかけて、この暴動中に3人が死亡した。1月21日に最初の死亡が起こり、ベルクト警察と対峙している最中に22歳の男性がディナモスタジアム前にある高さ13mのコロネード頂上から転落して、彼は背骨の頸椎を骨折した。この事件報道は、男が殴打から逃れるために建物から飛び降りたのか、転落したのか、あるいは警察に押されたのかで議論となった。2番目の死亡は1月22日午前6時に発生し、警察が衝突地帯のバリケードを登っている抗議者を射殺した。彼は頭部ほか4か所に銃弾を受けたと報道されており、病院搬送する以前に現場で即死だった。3人目のベラルーシ人男性も警察に射殺された。 衝突は大統領府近くのルーテル通り(Lutheran Street)に拡大し、抗議者達は火炎瓶を高く放り投げていた。
病院での治療を要請していた活動家が「姿を消した」ように思えた時に危険が生じた。著名なユーロマイダン活動家イーホル・ルツェンコとユーリ・ヴェルビツキーが、1月21日午前4時にキエフ市内の病院から正体不明の男性5人によって拉致された。翌日、ルツェンコは森の中で殴打された状態で発見されたが、ヴェルビツキーは殺害されており、その遺体が1月22日に発見された。

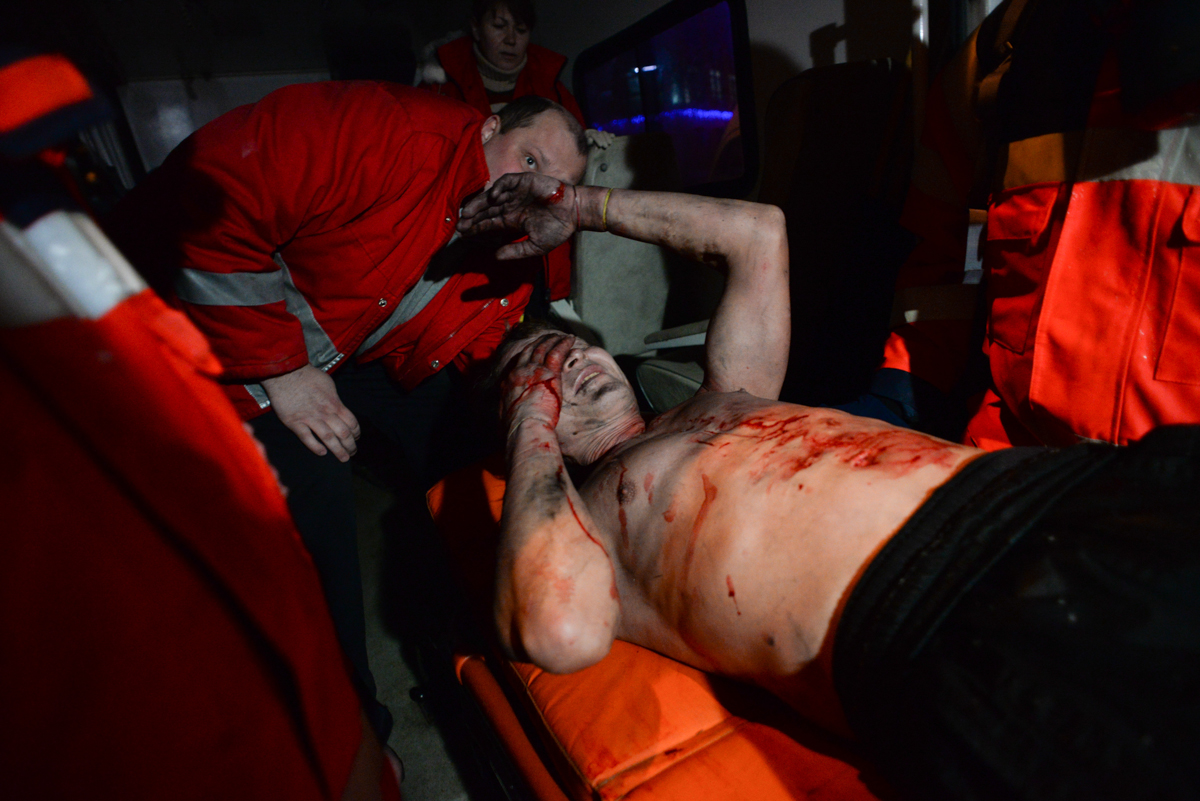
負傷した抗議者が現地で手当てを受ける様子。

激化する暴力に対応して、警察は暴動と抗議活動を止めさせる措置を強化することを政府から許可された。警察は今や街への往来を制限するための道路封鎖が可能となり、気温に関係なく暴徒に対して高圧放水を使用できる（発表当時の気温は-10度だった）ようになった。それにもかかわらず、約5万人が支持を示すためユーロマイダンにやって来た。戦車隊はチェルニーヒウからキエフまで鉄道経由で移動していると報道されたが、政府筋はそうではなく戦車がオデッサに向かうところだったと主張した。 
1月22日、大統領は衝突における功労を理由に警察と軍の様々な人物にいくつかの勲章を授与した。物議を醸したこととして、ヤヌコビッチ大統領はウクライナ正教会のフィラレート (キエフ総主教)に褒賞を授けようとしたものの、これが拒否された。
野党党首は要求に屈するため24時間の猶予を大統領に与えた。翌日までに要求が満たされない場合、抗議者は「攻撃を継続する」だろうとヴィタリ・クリチコは政府に警告した。一方、ヤツェニュクは「明日私たちは一緒に進んでいく。もし目前に弾丸があるなら、その時は目前に弾丸があるという事だ」と述べた。この意志表明に続いて、UNA-UNSOは銃を所有する全てのウクライナ人にマイダンを守るため武装するよう呼びかけた。

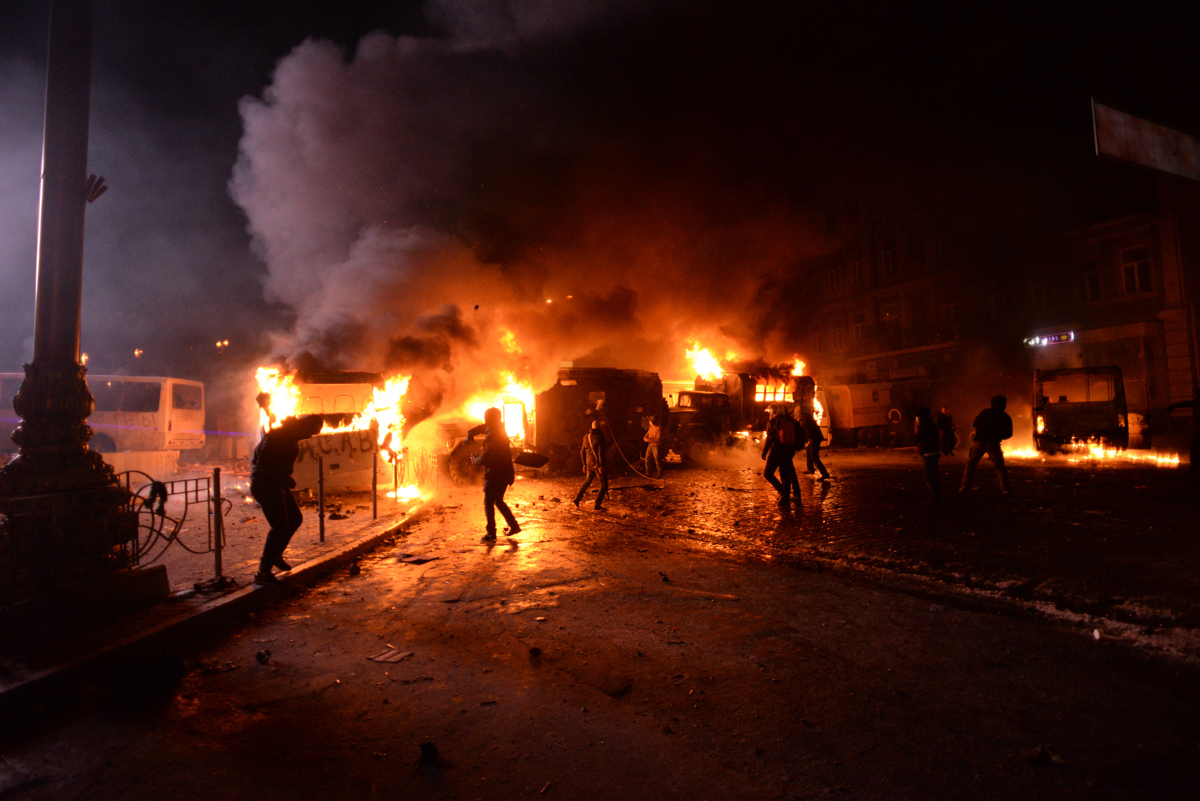
国内軍が陣取る方向に火炎瓶を投げている急進派志向の抗議者

1月22日、少なくとも3基の戦車が突然チェルニーヒウから配備された。公式には、戦車隊はオデッサ州に移送されており、キエフには向かっていないとの事だった。1月23日、国内の複雑な事情から全ての戦車が恒久基地の場所に戻されたことが発表された。
午後7時、警棒で武装してマスクを付けた男性20名強がキエフのテレビ局を襲撃した。その後、反ユーロマイダン団体「クリーンシティを求めるキエフ市民(Kievans for a Clean City)」から数千人の抗議者がキエフの米国大使館を包囲した。群衆の指導者イヴァン・プロツェンコはキエフでの出来事について米国の資金供与と干渉を非難し、ピケ参加者たちは大使館に卵を投げた。その後、大使館ピケ参加者の多くはそのピケッティング参加時の報酬が払われなかったことで主催者との口論に終始してしまった。
1月23日の早朝、警察は赤十字のユーロマイダン医療センターに突入して破壊した。前日の夜から引き続き、ユーロマイダン報道を行ったチャンネルに対する全国規模のテレビ放送停止が実施されていることや、インターネットおよびソーシャルメディアの遮断も継続中であることが、活動家団体によって報告された。警察と軍が全国規模で動員されていると活動家からの報告がなされた後、ヴィーンヌィツャを発った警察機動隊がキエフへ配備されるという自分達の命令を拒否した。オートマイダン活動家がマリインスキー公園で襲撃され、殴打され、警察に拘束された。10台近い車両が窓を割られたりタイヤをパンクさせられた。ルスラナはこの攻撃を「綿密に計画された待ち伏せ」と呼んだ。
BBCのインタビューで、ベルクト隊は火器を使用できずにいたとウクライナのアザロフ首相は断言した。外気温が氷点下の間、警察もまた高圧放水を運用していた。

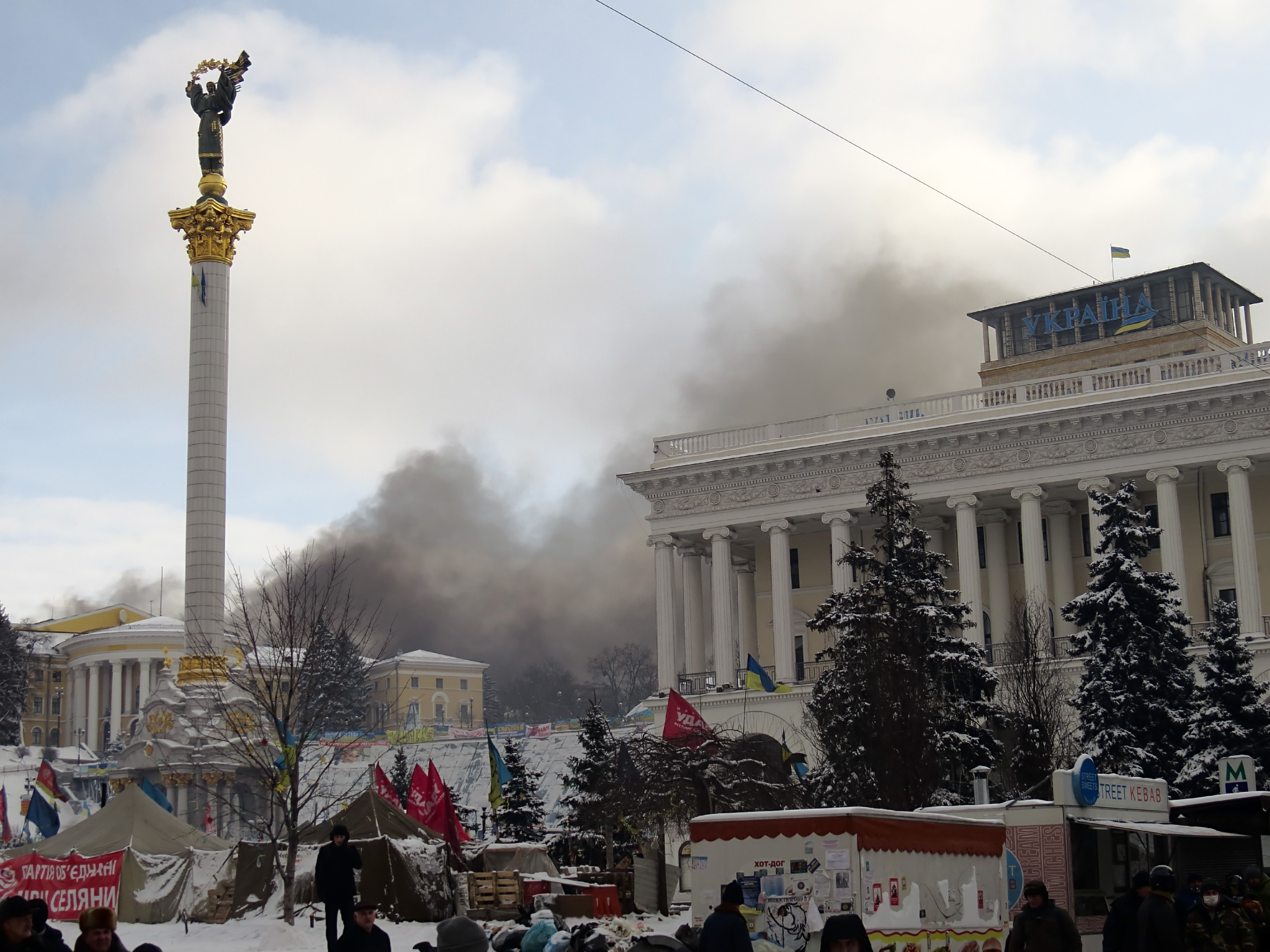
フルシェフスコホ通りからの煙を独立広場から見た様子

ユーロマイダンの活動家たちはベルクト隊とウクライナ国内軍兵士による警察や軍の蛮行を複数回記録し、その際に警察官は活動家のほか無作為に人々を攻撃したり、過度の悪口で侮辱したり、服を脱がせて彼らを裸にさせていた。YouTubeに流出した映像だと、キエフで国内軍はユーロマイダンの活動家を暴行および侮辱しており、 彼は殴打された後に寒い中で裸にされ、将校たちによって写真が撮られた。映像は至近距離で将校により流出となったもので、警察階級の蛮行があったことは明白だった。BBCニュースは、フルシェフスコホ通りの暴動を撮影している別の抗議者にインタビューしたところ、警察に殴られ刺された。
1月23日の報道で、機動隊は従来のスタングレネードに釘やその他金属片をテープ留めした即席手榴弾の使用に従事していたことが明るみに出た。
1月23日、ベルクトはユーロマイダン医療サービスの22歳のボランティア（ドネツク出身）を拘束して、彼女の身分証明書をすべて押収し、彼女を市内から連れ出すとヴィーシュホロド近郊の森に置き去りにした。
1月23日、現役ベルクト警官の妻によると部隊は自分達の家族を都市から避難させるよう命じられていたことが報じられた。FCディナモ・キーウは、革命に対する支持の証しとして赤と黒を使ったトルィーズブでFacebookページを更新した。FCシャフタール・ドネツクのファンも、ユーロマイダン運動を背景に彼らの支持に回った。
1月23日、ウクライナ国内軍(VV)の兵士には「軍法執行機関への国家栄誉」という称号が付された勲章（実際には公式の国家恩賞リストに存在しない勲章）が授与された。恩賞は東部領土司令部(STK)の#3057（マリウポリ）と#3037（ドネツィク）の軍事部隊に授与された。
1月24日、（宗教指導者との会談で）ヤヌコビッチ大統領は異名が付けられた「独裁法」を改正すると述べ、「我々は野党とともに解決策を用意して妥結するつもりである。我々はこれらの法律改正に投票して、あらゆる問題を解決する所存である 」と発言した。同会談で彼はまた「野党党首との対話を継続する所存である」「自分はこの紛争を阻止して暴力を停止するために、できる限りのことをするつもりです。適切な書面でこれを実行できる場合は、それを適切な書面に残しておきます。もしできない場合は、あらゆる合法的手段を使用します」とも述べた。さらに1月24日、内務大臣のビタリー・ザハルチェンコが「警察は独立広場を一掃するために強制的行動を取るつもりがない」ことを保証した。
1月25日東ヨーロッパ時間00:40に、内務省は警官3人に対する暴行でユーロマイダンの治安部隊を告訴した。内務省はそのプレスリリースで、いわゆるマイダン治安部隊が勤務中の警官3人を襲撃したと述べている。そのうち1人は即座にナイフで殴られ、拘留された軍人は市庁舎に拘束された。現在、その負傷者は解放され入院しているが、他の2人の運命は不明である。内務省は、民間服を着て家路を歩いていた警官が頭を撃たれて殺されたと主張した。同日、内務大臣のヴィタリー・ザハルチェンコは「法執行機関が受け取った情報によれば、下院の労働組合とキエフ市庁舎に銃器が積み上げられている」「野党党首は急進的勢力と決別したいと思っておらず、しかも彼らをもはや統制することができず、ウクライナ人を危険にさらしている」と主張した。野党はその活動家たちが警官を捕らえたことを否定し、内務省の声明を挑発的なものと称した。また、銃器の積み上げについても否定して「マイダンに破壊的行動をとるため当局が意図的に結成した犯罪集団」を設定したのだと当局を非難した。後の1月25日にザハルチェンコは、拘束された警官2人を抗議者達が解放したものの「拘束された警官は拷問されたため、現在入院している」と語り、最もひどい過激主義がキエフにて見つかったと述べた。
フルシェフスコホ通りの暴動が始まってから3度目となるヤヌコビッチ大統領と3大野党党首（ヤツェニュク、クリチコ、ティアニーボク）間の会談が、全ウクライナ教会・宗教団体評議会の要請で1月25日に開催された。この会談中にヤヌコビッチ大統領は、ウクライナ首相の地位をアルセニー・ヤツェニュクに、人道問題を担当するウクライナ副首相の地位をビタリ・クリチコに移譲した。政府はまた、彼らが掌握した行政府庁舎を解放することに同意する抗議者に恩赦を与えた。また会談中にヤヌコビッチ大統領は、国民投票または2004-2010年当時の憲法（ここでは議会が現在よりもだいぶ大きな権限を有していた）に戻ることを議論するためのウクライナ議会全政党を含む作業部会の結成による法整備を通じて、ウクライナ憲法（これが現在ウクライナ大統領に広範な権限を与えている）の変更を検討することを約束した。法務大臣のオレナ・ルカシュによれば、仮にヤツェニュクが首相職を受け入れるのならヤヌコビッチ大統領は第二次アザロフ政権を解散させることになる。にもかかわらずヤツェニュクは、野党が概ね政府の指導力を受け入れる準備ができているのに、ヤヌコビッチ大統領は依然として野党のいくつかの主要な要求（初期大統領選挙を含む）を満たす必要があり会談は継続していく見込みだ、と独立広場の大群衆に伝えた。その後の記者会見で、ヤツェニュクは「自分達はその提案を放棄してはいないが、それを受け入れてもいない。我々は野党勢力3者間で真剣な協議を行っている」と述べた。野党党首が話し合って約1時間後、フルシェフスコホ通りの暴動は続いていた。
ユーロマイダンの過激派スプリーナ・スプラーヴァが占拠したことで、法務大臣のオレナ・ルカシュは緊急事態の発令を要請すると脅したのちに法務省を避難させた。1月27日、国防省は軍人の大幅な昇給を発表し、内閣閣僚はベルクト＆グリフォン部隊の規模を6倍の3万人に増やすという秘密決議を採択した。また彼らにはより多くの権限が与えられ、追加弾薬のために準備資金が蓄えられることになった。法務省はその後で自警団の「市民パトロール」合法化を命じ、これは警察側の傭兵部隊 (titushky) に適用される模様である。報道によると政府はキエフ市内にある30の街道を閉鎖する計画をしており、内閣は戒厳令の導入準備をしていた。

## 1月28日-2月5日
1月28日、アザロフ首相はヤヌコビッチ大統領が招集したウクライナ最高議会の特別緊急会議に辞任を提出した。その後、大統領は辞任を承認して内閣を解散する発令に署名したが、この発令はウクライナ最高議会が新内閣を承認するまで有効とならないものである。そのため、第2次アザロフ政権は暫定政府として継続した。アザロフは副首相のセルゲイ・アルブゾフに引き継がれた。辞任の数時間後、アザロフはしばらく戻らないつもりでオーストリアに逃亡した。
自由党党首のティアニーボクは、アザロフが迫り来る不信任決議を前に辞任したと語った。さらに、地域党が野党議員と結託して1月16日に可決された12の抗議取締法のうち9つを廃止した。規制の一部が廃止された限定的な形を承認することで、野党議員は妥協した。例えば、記念碑破壊を犯罪とする規定は復活したが、第二次世界大戦を記念する彫像などファシズムに対する戦士達の記念碑だけに対象が限定され、レーニン像の破壊はもはや犯罪ではないとされた。
1月29日、ウクライナとの合意を尊重するとの誓約にもかかわらず、ロシアが国境でウクライナ製品に対する厳しい出入国管理やその他規制を再開した。ロシア税関は、物品への関税を5-40％引き上げた。
1月29日、ウクライナ西部のナンバープレートが付いた車両約23台がキエフで燃やされ、31日にはウクライナにあるカナダ大使館職員の車が燃えた。これら行動の手柄はレッド・セクター（右翼団体ライト・セクターの名称をもじったもの）と呼ばれる新たに結成されたテロリスト集団だった。書面での犯行声明でレッド・セクターは「そうだ、本日我々がキエフにやってきた馬鹿な奴の車を沢山燃やしてやった。それを滅茶苦茶にしたのは、彼らが指導者だと考えてのことだ。革命にはならないだろう！ もしも一般人の財産に損害を与えていたのであれば、我々はお詫び申し上げる。だが、お前達は理解する必要がある、我々の積極的行為がなかった場合ファシストはお前達を気に入らないとの理由で明日お前達の住居内にテントを設置していたかもしれないのだ。それに奴らは法律など気にしてはいない」と述べた。
1月30日、政府公式サイトによるとヤヌコビッチ大統領は呼吸器疾患と高熱のため病気休暇をとった。クリチコ率いるUDARの党員によれば、これはヤヌコビッチによる戦術的な動向に過ぎないもので「ヤヌコビッチが法律に署名せず、野党に会わず、政治危機を解決する決定から逃げられるようにしたものだ」という。1月31日、ヤヌコビッチ大統領は1月16日のいわゆる抗議取締法を無効にする1月28日の法律に署名した。ヤヌコビッチはその翌日、プーチン大統領と会談するため1週間モスクワに行くと発表した。
30日の遅くに、オートマイダンの指導者ドミトロ・ブラトフが（8日間行方不明になった後）生きて発見されたが、彼の身体はボルィースピリに投棄されて凍結していた。彼と連絡を取った報道記者は、顔が傷ついてひどく殴られ、血まみれの服を着ていた写真を見せた。彼の耳は切り取られて手には釘が刺さっており、彼は磔にされて拷問を受けたような兆候が見られた。ブラトフによると、彼を拉致した男性はロシア語のアクセントで話していた。野党党首のペトロ・ポロシェンコは、ブラトフの拉致者がイゴール・ルツェンコを誘拐したりユーリ・ヴェルビツキーを殺害したのと同一人物の可能性がある、というのもブラトフは他の2人と同じ森の中で発見されている、と指摘して一連の同じ質問をした。野党党首のヤツェニュクは「最近のブラトフの事件は、ラテンアメリカのように、現在ウクライナに死の部隊が存在するという事実の証拠だ」と述べた。警察は、彼の負傷と話が「市民の否定的な反応を引き起こすため」自演した可能性があると示唆し、彼および他のオートマイダン活動家を「大規模な騒動」を引き起こしたとして国の指名手配リストに掲載した。1月31日、警察はブラトフをキエフの病院から逮捕しようとしたが、彼を保護していた抗議者達によって阻止された。「私たちはミュンヘンで、殺人、虐待、拷問、拉致、ジャーナリストが狙われて撃たれた事件のすべての事実について国際調査を開始するつもりだ」と祖国党党首のヤツェニュクは語った。EUの政治家カール・ビッドは、ブラトフに対する犯罪を犯したとウクライナ当局を非難し、その行為が処罰されずに済んでしまってはならないと述べた。国際連合人権高等弁務官事務所の広報官は調査を要求した。ウクライナ外務大臣のレオニード・コザラは「肉体的には、この男性は健康状態良好で、頬の傷だけが残っている」と述べた。
BBCは、ユーロマイダン活動家と間違えた警察によってキエフの外で政府支持者を乗せたバスが停車させられ、暴行を受けたと報道した。乗客が「私達はあなたと同じ側にいる」と叫んだにもかかわらず、警察は乗客を殴打し始めた。この長距離バスはナンバープレートがウクライナ西部からだったため襲撃されたもので、実際にはこの団体はクリミア南部の都市セヴァストポリから来ていた。
1月31日、内務大臣のザハルチェンコは秩序を回復するためRPOロケットランチャー（RPO-Aシュメリ）を抗議者に対して使用することを正式に要請した。2月1日、内務省は軍隊による火炎放射器の使用は不正確で、シュメリとシュメリMは催涙ガスのグレネード弾であるとコメントした。
1月31日、ウクライナ保安庁はクーデター準備の件で野党の祖国党を告訴した。
日曜日の2月2日、独立広場で行われた抗議行動の数は約5万人だった。
2月3日、ヤヌコビッチ大統領は4日間の病気療養の後、職務を再開した。地域党の政治家ユーリー・ミロシニチェンコによると、その日に彼は緊急事態を宣言するつもりは一切なく「そちらもまた我々の市民なのだから」キエフの主要な抗議場所である独立広場を一掃するために軍隊やその他部隊を使うつもりも全くないと語った。一方で報道によれば（米国と欧州の当局者、米国国務省、ウォール・ストリート・ジャーナルによるEU外務安全保障政策上級代表キャサリン・アシュトンへのインタビュー）、EU・米国共同の財政援助パッケージがウクライナでの危機を終わらせるために準備されていた。2月3日、欧州委員会の委員長ジョゼ・マヌエル・ドゥラン・バローゾは「ウクライナの署名に誰がより多くのお金を払うかを告げることになる入札競争に私達は参加するつもりがない」と記者団に語った。
ウクライナ独立通信社は、2月3日正午の独立広場とフルシェフスコホ通りの状況を「穏やか」と表現した。 それは独立広場で1000人の抗議者、フルシェフスコホ通りで50人の抗議者を報道するものだった。
2月4日、野党は拘束された抗議者全員に対する無条件の恩赦を押し通そうとして失敗したものの、ウクライナ議会では2004-2010年時期の憲法が復活した。議会の大統領側代理人ユーリー・ミロシニチェンコによれば「交渉プロセスはまだ継続中であるものの、この状況から我々が抜け出せそうな光明の兆しが見えてきています。[中略]我々は前に向かって動き始めました」。同日、米国副大統領のジョー・バイデンは電話でヤヌコビッチ大統領に政治的危機を解決するために国際的支援を受け入れるよう促し、機動隊の撤退、拘留者の解放、ジャーナリストや抗議者への襲撃責任者を起訴すること等を要請した。
2月4日と5日にキャサリン・アシュトンがウクライナを訪問し、ウクライナの野党およびヤヌコビッチ大統領と会談した。2月5日、ウクライナ議会は法律を可決しなかったが、議長のヴォロディミール・ルィバークによると翌日の作業には「派閥のリーダーと憲法改正に関する法律を準備するための作業委員会」が予定されていた。野党党首のヤツェニュクはドイチェ・ヴェレのインタビューで「私たちの長期計画は、9月までに新憲法草案の準備とその採択を見越しています。短期観測としては、新憲法を採択するまでの暫定的決定として2004年の憲法に戻ることです」と述べた。彼は、自分が首相になる準備を整えていたが、それは政府内に野党の代表がいて2004年の憲法が再施行されるだけになる、と付け加えた。2月6日、地域党分派の党首オレクサンドル・イェフレモフは自分の派閥がウクライナ憲法の修正草案に参加する予定だと語り、「私達は草案をこの道筋で見ている。9月には国の主要な法律を現在の自分達の社会に対応する条項と同列にして、自分達で運用していくべきである」と付け加えた。

## 2月6-17日
2月6日、「医薬品」のラベルが貼られた小包に入っていた爆発装置が独立広場付近の労働組合の建物で爆発し、リヴィウ州出身の活動家2人が負傷した（1人は20歳で片手を失い、もう1人は16歳で片目を失明した）。この爆発は右派セクターの革命本部がある5階で起こった。被害者は、自分に爆発物を渡した男はロシア語アクセントでウクライナ語を話しており、爆発物の入っている箱を自分に渡す前に英雄的犠牲者を賞賛していた、と述べた。同国の国際展示場 (Ukrainian House) ではさらに強力な他の爆薬が発見され、オートマイダンの運転手がそれを撤去した。祖国党議員のオレーシャ・オロベッツは、内部情報源を3つ挙げて、作戦の全体像はその本部内で政府に反して爆発物を準備している過激派組織として右派セクターを仕立てるつもりだったと考えられると語った。翌日、内務大臣のザハルチェンコは「爆弾が作られている間に」その爆発が起こったことを示唆して、なぜなら「右翼の過激派集団は平和を乱す準備をしており、テロ攻撃でさえ何らやめるつもりがない。このことは、私たちが持っている運用情報と、爆発の舞台になった国際展示場での直近の事件によって証明されている」とした。オロベッツは「負傷から判断して、それは自家製の爆発物ではない。爆発の力は、それが軍事兵器からのものであったことを示している」として、それは現地で作るのが無理な爆発物だと主張した。
外務省のスキャンダルは、米国国務省のヨーロッパ・ユーラシア担当国務次官補ビクトリア・ヌーランドと在ウクライナ米国大使のジェフリー・R・パイアットとの会話が傍受されて、YouTubeにアップロードされた時に明るみに出た。
2月6日、ウクライナ検事総長のヴィクトル・プションカは259人に新しい恩赦法が適用され、一部の約70人は拘留されたままだと述べた。彼は、2月17日までに抗議者が全ての行政府庁舎を例外なく解放し、バリケードを解体してウクライナ全域で輸送ルートの封鎖を解除した場合にのみ、恩赦法が適用されると述べた。
2月6日、ロシアのプーチン大統領の上級顧問セルゲイ・グラジエフはコメルサントのインタビューで、米国が安全保障に関する1994年のブダペスト覚書を無視していたと語り、なぜなら（彼によると）米国はウクライナの反対勢力に週に2000万ドルを費やして「反逆者」に武器供給等をしていると主張した。とりわけ「アメリカ大使館の敷地内では兵士向けの訓練が行われており、そこで彼らが武装しているという情報がある」と断言した。またグラジエフは「当局がクーデターの計略に遭遇した場合、当局としては単に（武力行使する以外）他の選択肢がない。さもなければ、この国は混乱に陥ってしまう」と示唆した。グラジエフによると「この文書（覚書）によれば、ロシアと米国はウクライナの主権と領土一体性を保証しており、率直に言って（ロシアには）この種の紛争状況が起きた際に介入する義務がある」という。
2月7日、ヌーランドはキエフでの記者会見で、米国はウクライナに支援を提供する用意ができているが「あくまで（ウクライナが）人権保護、尊厳、紛争の縮小、政治改革、の方向へと迅速に移行する場合であり、そうでなければ、EUとIMFと米国はウクライナに財政援助を提供するつもりがない」と語った。
2月9日、野党党首は国内全土で自警団の結成を発表した。 クリチコはUDAR党を通じて人々が自警団に参加契約可能だと述べ、ルツェンコは抗議者らを保護するため野球のバットとヘルメットを握るよう人々に呼びかけた。 政治学者オレクシー・ハーランは、ソチでのヤヌコビッチとプーチンの大統領会談が抗議行動を強制的に解散させる許可を得るために行われたものだと推測した。後にユーロマイダンの自警団はコンピューターサーバーと活動家の記録が収められた部屋を見つけ、これが労働組合の建物爆発における爆発物が作られた場所と考えられた。この建物は教育大臣ドミトロ・タバチュンクが所有している。
2月15日、右派セクター連合の一つ社会民族主義議会(Social Nationalist Assembly,SNA)の指導者が行方不明になったと報道された。 SNAは、彼が姿を現さなければ自分達は行動を起こすことになると警告した。
2月15日、反マイダン団体「クリーンシティを求めるキエフ市民」のメンバーがバリケードを解体しようとして自由党の組織した自警団と争いになった、とポドロブノスチが報道した。警察は、「クリーンシティ」活動家が自警団10人（彼らは警棒で武装しており、爆竹を投げたり催涙ガスを浴びせた） に殴られたと報告した。現地にいた活動家によると、バリケードを攻撃したクリーンシティの活動家は警察側の傭兵で金を貰った当局側工作員（プロバカートル）だと非難され、写真ではロシアのセントジョージ・リボンを着けた姿が見られた。
2月17日の「ウクライナ抗議者の恩赦に関する法律」（2013年12月27日から2014年2月2日までの期間に犯罪を犯したユーロマイダン抗議者に対する刑事責任および罰金の免除）は、2月16日の夜までに条件（占拠していた行政府の建物、とりわけ州政府、自治体、キエフ市庁舎、の明け渡しとフルシェフスコホ通りの封鎖解除）が満たされた後のことだった。ウクライナ独立通信社の特派員によれば、キエフのいくつかの通りは封鎖されたままだった。また2月17日、ロシア財務大臣のアントン・シルアノフは、今週ロシアは2013年12月17日のウクライナへの融資150億ドルのうち次の20億ドルのトランシェを解放する予定だと発表した。

## 2月18-23日
2月18日、キエフにいるユーロマイダン抗議者2万人がウクライナ議会に前進し、ウクライナ憲法を2004年以前の形に戻すことを支持した。警察と抗議者は実弾とゴム弾の両方で銃を発射し、また警察は催涙ガスと閃光手榴弾を使用して、粗末な武器と爆発物で戦ったデモ参加者数千人を撃退した。最も深刻な衝突は、マリインスキー公園、フルシェフスコホ通り、インスティチュツカ通りで発生した。日中に起きた両者の衝突後、警官10人を含む少なくとも26人が死亡、1,100人が負傷した。警察はその後、独立広場の主要な抗議キャンプを強襲した。ヤヌコビッチ大統領が停戦と平和的デモへの復帰受け入れを拒否した後、野党党首のヤツェニュクは「我々は本当に自国史上最も劇的なページの入口にいる」と語った。
2月19日に、警察の検問所、公共交通機関の制限、学校の閉鎖がキエフ当局から命令され、ウクライナ・プラウダ紙によればこれは事実上の国家非常事態とされた。首都への交通が麻痺しているため、インタビューで国会議員の一人は非常事態が事実上全国規模で実施されていることを認めた。ロシアは公式にウクライナでの内政介入の件で警告されている。2月20日、総務大臣のザハルチェンコは抗議者に対して実弾使用を許可する法令に署名したと発表した。同日、ボルィースピリではロシア政府の「ウクライナ・シナリオ」専門職員ウラジスラフ・スルコフを含むロシア側代表団7人が非公式に到着した。この代表団はウクライナ保安庁の対諜報局長官に迎えられた。ロシア外務大臣のセルゲイ・ラヴロフによれば、ロシア連邦保安庁職員の一人セルゲイ・ベセダ大佐がキエフに到着してロシア大使館の適切な警備レベルを確保したが、これは自分達の同僚を迎えにロシア大使館から到着した人が誰もいなかったため可能性が低いと考えられた。アンドレイ・ソルダトフによると、代表団はヤヌコビッチとの絆を保証するためにキエフを訪れた。
2月21日、ヤヌコビッチ大統領と議会は、2月22日と23日を「大規模な騒乱の結果として人命を失ったことに対する」新たな追悼の日と宣言した。
独立広場では、クリチコがまもなく議会にて自分と野党がヤヌコビッチの弾劾について投票することを発表した。議会にて、ヴォロディミール・ルィバーク議長は病気を理由に辞任を提出した。ハリコフに逃亡したとのメディア報道にもかかわらず、ヤヌコビッチの所在は不明であった。オレクサンドル・トゥルチノフは、ザハルチェンコ内務大臣（ベラルーシに逃亡したと報道されている） ほか大半の大臣とヤヌコビッチ大統領が実際のところ失踪したと主張し 「残された唯一の正当な機関はウクライナ最高議会であり、だから我々は今日投票するためにここにいます。今日の主な任務は、新しい広報官、首相、内務大臣の投票をすることです」と述べた。議会は新しい広報官としてトゥルチノフを評決し、ティモシェンコは監禁から解放された後キエフに向かい、ユーロマイダンで数千人の抗議者に演説した。2月23日、トゥルチノフは暫定の大統領代行としても選出された。
南部地域と東部地域の議会で同議員らは決議を可決し、自分達が領土内の憲法秩序を守る責任を負う用意があることを宣言した。彼らは、キエフでの最近の出来事が国内における中央権力の麻痺と不安定化につながったと主張した。

## その後
抗議者達は、独立広場のバリケードを2014年5月25日、つまり2014年ウクライナ大統領選挙の日まで立てておくと主張した。
5月25日にビタリ・クリチコがキエフ市長に選出されて以来、キエフ当局は抗議者側と独立広場を片付ける交渉をしていた。
2014年8月7日、活動家とウクライナ国家親衛隊のキエフ1・キエフ2大隊との衝突後、バリケードとテントの一部が撤去された。8月8日の朝、国家親衛隊が前日捕らえた囚人の釈放と引き換えに、マイダン自警団の一部と市長事務局との間でフレシチャーティク通りの開放が合意された。クリチコ市長は、8月9日の朝にマイダンの片付けを手伝うようキエフ市民に呼びかけた。その日、約束どおりフレシチャーティクを片付けるだけでなく、マイダンのほぼ全域が一部のキエフ市民によって急遽片付けられ、私服警官が雇われた。解体は8月10日まで続き、住宅用テントは1つも残っていなかった。
クリチコが舞台を残すと約束したにもかかわらず、キエフ1大隊は舞台の解体に取り掛かった。それは活動家とキエフ市民によって部分的に再度組み立てられ、8月10日正午に正常に使える状態になった。